# Lithografie

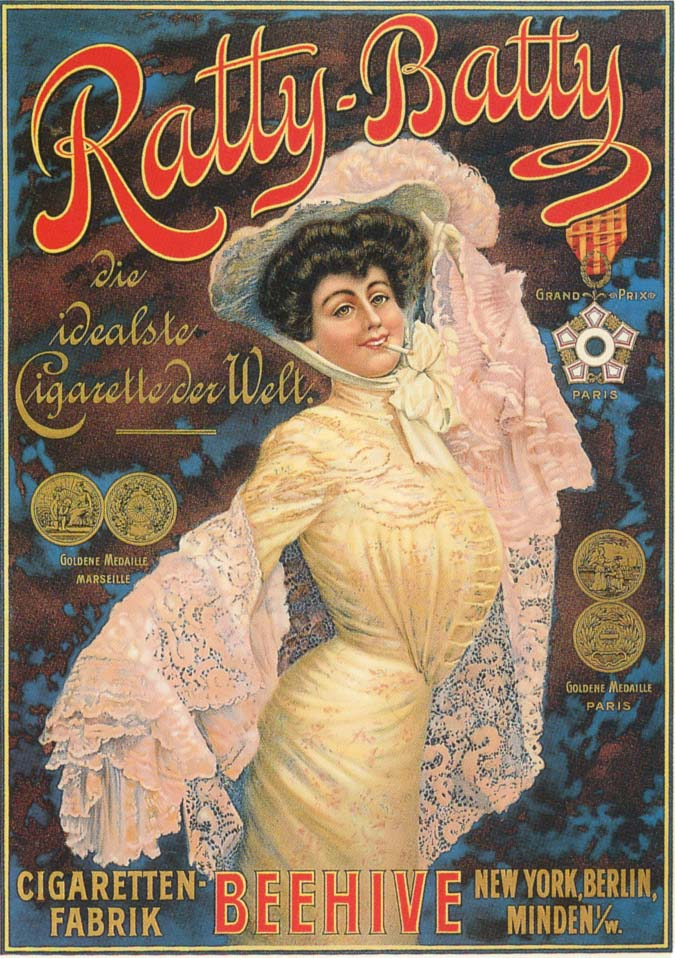
Zigarettenwerbung, Lithografie um 1910

Die Lithografie oder Lithographie (von altgriechisch λίθος líthos „Stein“ und -graphie) ist das älteste Flachdruckverfahren. Es gehörte im 19. Jahrhundert zu den am meisten angewendeten Drucktechniken für farbige Drucksachen, es wird auch als Reaktionsdruckverfahren bezeichnet. Mit Lithografie werden bezeichnet:
- die Steinzeichnung als Druckvorlage und Druckform zur Vervielfältigung im Steindruckverfahren,
- der Abzug (Farbübertragung) vom Stein auf geeignetes Papier in der Steindruckpresse als das Ergebnis dieser Vervielfältigung,
- das handwerkliche oder maschinelle Steindruckverfahren an sich.

Ein Lithograf ist jemand, der die Steinzeichnung – also die zu druckenden Texte und Bilder – auf einem Lithografiestein manuell oder mit Unterstützung durch mechanische Übertragungsverfahren, seitenverkehrt anfertigt.
Der Steindruck basiert auf einer Erfindung von Alois Senefelder aus dem Jahr 1798. Es war im 19. Jahrhundert das Druckverfahren, das die industrielle Fertigung von Drucksachen zu günstigen Preisen ermöglichte. Somit war es das erste Verfahren für die Produktion von farbigen Massenmedien. Als Druckform diente in Deutschland ein Kalkschieferstein, der in Solnhofen in Bayern gebrochen wurde. Bis um 1930 war der Steindruck eine sehr häufig verwendete Drucktechnik für verschiedene Drucksachen, wurde jedoch danach mehr und mehr vom Offsetdruck abgelöst und wird heute nur noch im künstlerischen Bereich eingesetzt. Für die heutige Massenproduktion von Drucksachen ist der Steindruck ungeeignet, da er im Vergleich zu anderen modernen Drucktechniken unwirtschaftlich ist.

## Druckverfahren
Heute werden laut DIN 16500 vier Hauptdruckverfahren unterschieden: Der Hoch-, Tief-, Durch- und Flachdruck. In jedem dieser Druckverfahren bezieht sich der Name auf das Verhältnis zwischen druckenden und nichtdruckenden Partien auf der Druckform. So liegen beim Hochdruck die druckenden Teile erhaben, während die nichtdruckenden Partien vertieft sind. Beim Tiefdruck ist es genau umgekehrt. Die Druckfarbe muss jedoch eine geringe Viskosität aufweisen, um in die Vertiefungen zu gelangen und mit einem Werkzeug von den nichtdruckenden Teilen entfernt werden. Beim Durchdruck besteht die Druckform aus einer siebartigen Schablone, in der die druckenden Stellen farbdurchlässig, die nichtdruckenden dagegen undurchlässig sind (Siebdruck). Beim Flachdruck schließlich liegen druckende und nichtdruckende Partien in einer Ebene. Das Prinzip basiert hier auf der Unmischbarkeit von Fett und Wasser. Während die druckenden Partien lipophil sind bzw. Wasser abstoßen, werden die nichtdruckenden Stellen mit einem Wasserfilm befeuchtet und stoßen die fettreiche Druckfarbe ab.
Der Steindruck gehört zu den Flachdruckverfahren. Dabei wird ein Stein mit Wasser angefeuchtet, das in die Poren des Steins einzieht. Die zuvor mit dem Druckmotiv versiegelten Stellen des Steins verhindern hier das Eindringen des Wassers. Die danach aufgebrachte fettreiche Druckfarbe wird vom Wasserfilm abgestoßen, nicht jedoch von der lipophilen Oberfläche des aufgetragenen Druckmotives. Die Zeichnung wird dann mit hohem Druck einer speziellen mechanischen Presse vom Stein im direkten Kontakt auf Papier oder Karton übertragen. Um verschiedene Effekte zu erzielen, können Papiere in verschiedenen Körnungen verwendet werden.

## Materialien, Werkzeuge und Techniken

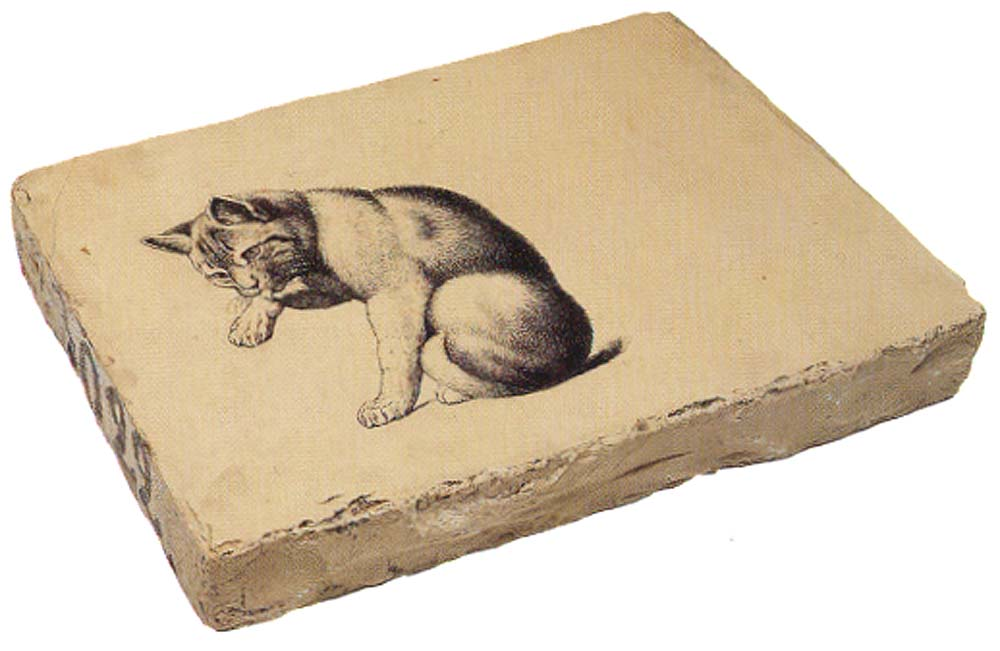
Lithografiestein mit dem Logo der Fa. Hoffmanns Stärke

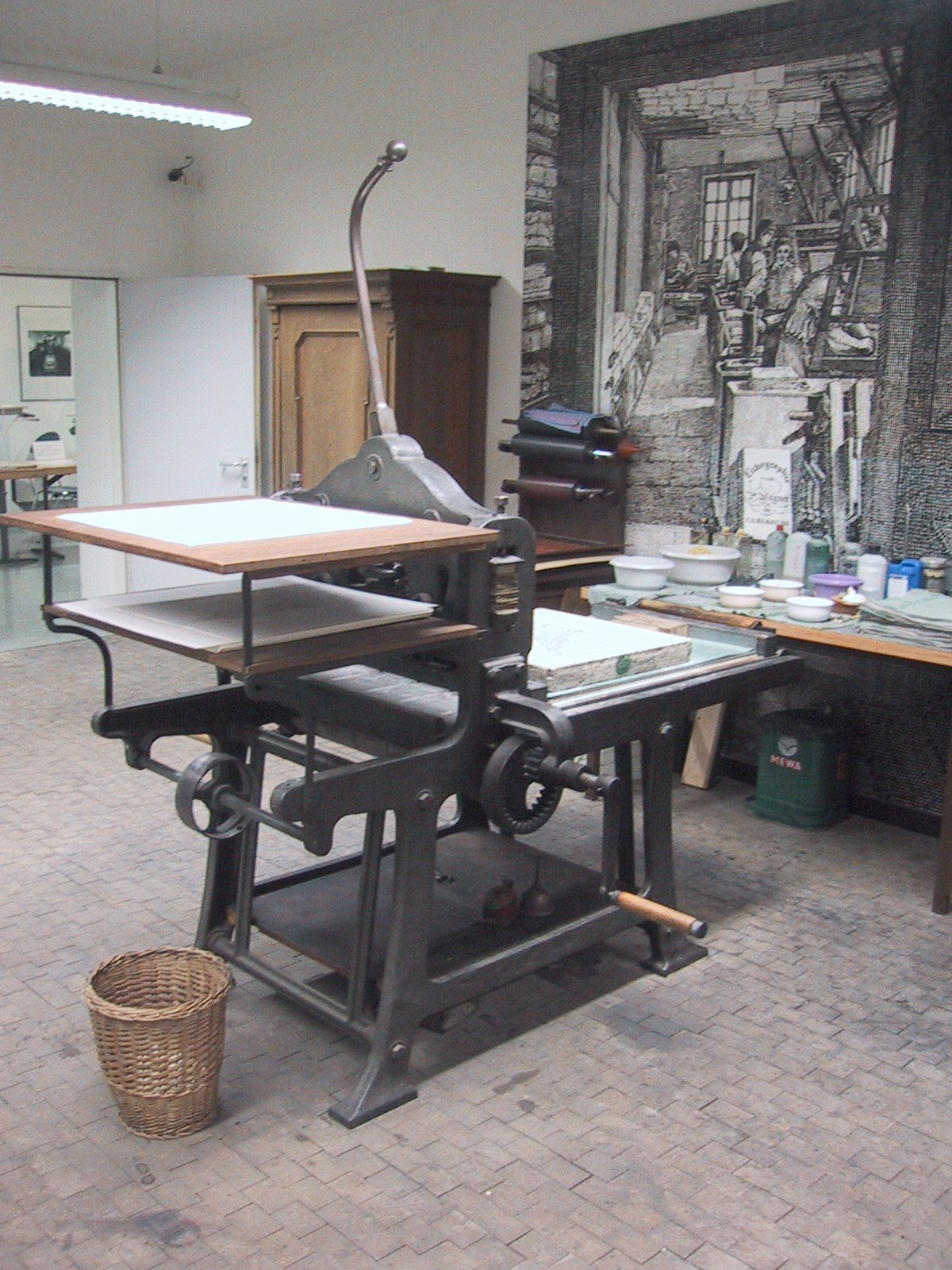
Eine Steinhandhebelpresse im Landesamt für Digitalisierung, Breitband und Vermessung Bayern in München

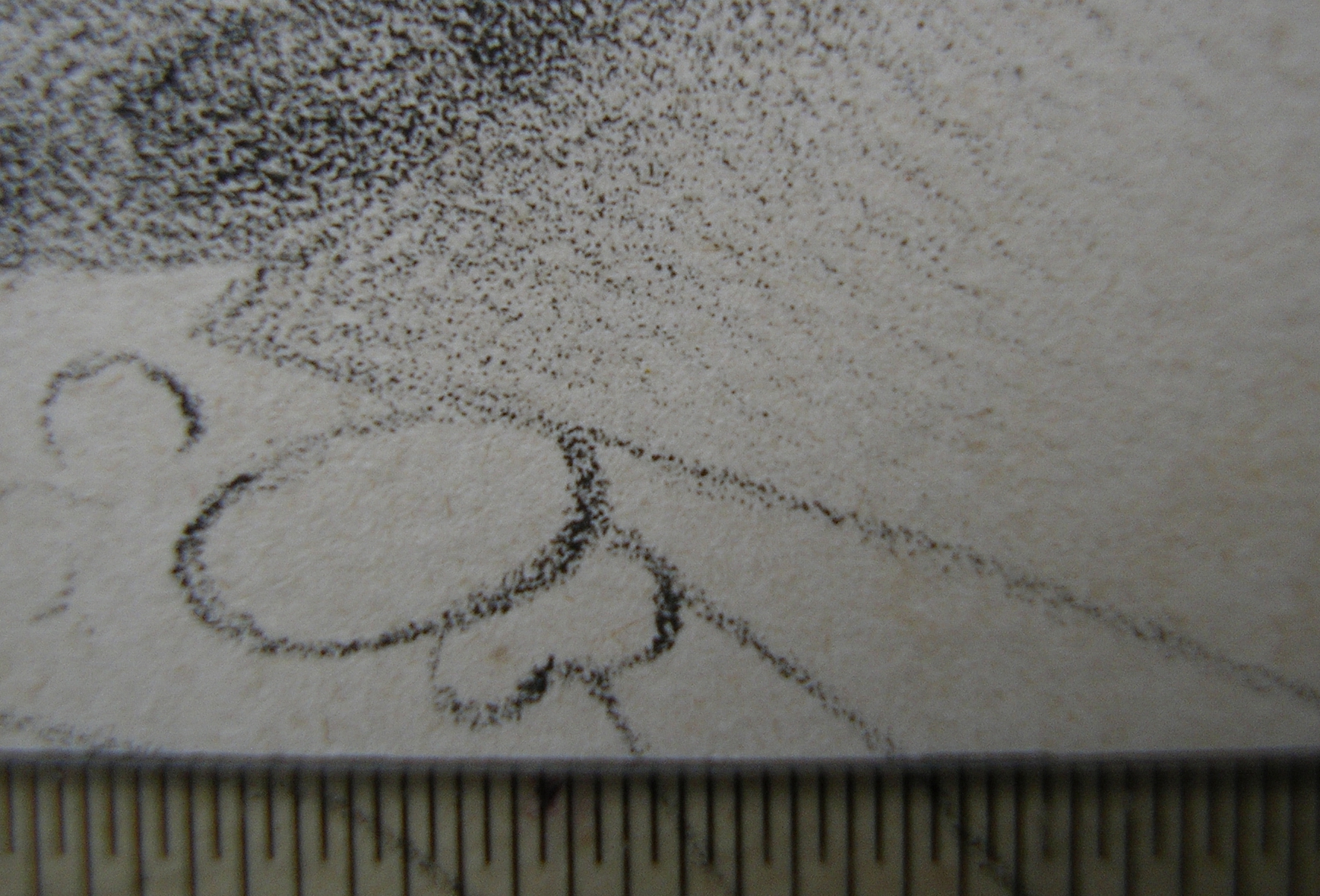
Typische Körnung einer Kreidelithografie in der Makroansicht

### Lithografiestein
Jedes Druckverfahren benötigt eine Druckform, also ein Medium, das die zu druckenden Texte, Zeichnungen und Bilder enthält. Beim Steindruck wird dazu der Lithografiestein eingesetzt. Im Handel werden Lithografiesteine in unterschiedlichen Stärken zwischen 5 und 10 cm angeboten. Die ergiebigsten Vorkommen werden in Frankreich bei Dijon, in der Schweiz in Solothurn und in Deutschland in Solnhofen abgebaut. Solnhofener Plattenkalk gilt als das weltweit beste Material für lithografische Druckplatten.
Die Qualität eines Lithografiesteins korreliert mit seinem Farbton. Ein gelber Stein ist von minderwertiger Qualität, da er durch seine molekular offene Struktur viel Wasser aufnehmen kann und dadurch keinen sauberen Druck zulässt. Ein grauer Stein ist molekular dichter und liefert daher bessere Druckergebnisse. Solnhofener Plattenkalk hat eine graublaue Färbung. Seine Konsistenz ist noch dichter, wodurch er nochmals bessere Druckeigenschaften hat.
Lithografiesteine werden vor dem Gebrauch geschliffen. Dieser Vorgang kann sowohl manuell als auch in einer Schleifmaschine erfolgen. Neue Steine müssen plan geschliffen werden; bereits benutzte Steine müssen vom vorigen Druckbild befreit werden. Je nach vorgesehener Zeichentechnik wird der Stein glatt geschliffen, gekörnt oder poliert.
Um in der Lithografie einsetzbar zu sein, müssen die Steine eine vorgegebene Stärke haben, damit sie unter dem Druck der Steindruckpresse nicht zerbrechen. Die benötigte Stärke beträgt rund 8–10 cm; um diese zu erreichen, wird der Stein, auf dem sich die Druckfläche befindet, auf einen zweiten von minderer Qualität geklebt oder aufgegipst. Entscheidend dabei ist, dass der Stein absolut planparallel ist und überall die gleiche Stärke aufweist. Gleichwohl kommt es vor, dass der Stein beim Drucken zerbricht.

### Lithografische Tusche und Kreide
Um eine Zeichnung manuell auf den Stein zu übertragen, benötigt der Lithograf eine Feder und lithografische Tusche. Diese Tusche besteht aus den Grundsubstanzen Wachs, Fett, Seife und Ruß. Hierbei wird zwischen industriell gefertigter flüssiger Tusche und sogenannter Stangentusche unterschieden. Die Stangentusche muss zum Gebrauch mit destilliertem Wasser selbst angerieben werden.
Lithografiekreide gibt es in Form von Stiften und als vierkantige Stäbchen, die in einen Halter gespannt werden. Man unterscheidet hierbei sechs Härtegrade, wobei 0 die weichste und 5 die härteste Variante ist. Kreide besteht aus den gleichen Substanzen wie lithografische Tusche. Die weiche Kreide eignet sich für dunkle Flächen und Schatten, während die härteren Grade für feine Abstufungen eingesetzt werden.

### Zeichengeräte

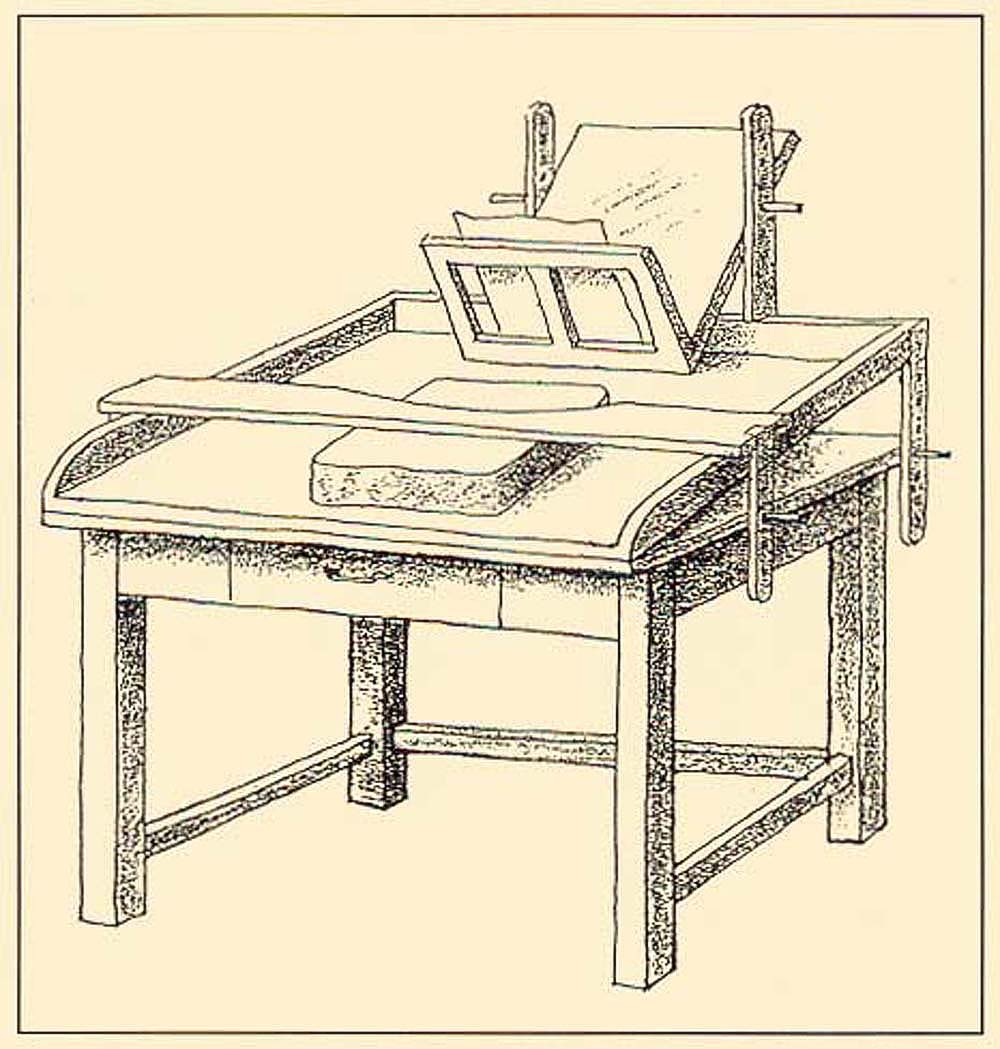
Arbeitstisch eines Lithografen

Lithografietusche wird mit einer Zeichenfeder aus Stahl auf den Stein übertragen. Das sind spezielle Federn, die weicher als übliche Zeichenfedern sind. Wird eine Feder vom Gebrauch stumpf, kann sie bei Bedarf auf einem Arkansas-Ölstein angespitzt werden, um wieder feine Linien oder Punkte zu erzeugen. Ein weiteres wichtiges Werkzeug ist der Schaber, um Korrekturen wie mit einem Radiergummi an der Zeichnung vorzunehmen. Der Lithograf besitzt ein ganzes Sortiment an schmalen und breiteren Schabern, die häufig mit dem Ölstein nachgeschärft werden müssen.

### Zeichentisch
Der Stein sollte möglichst nicht mit der Hand berührt werden, da jeder Fingerabdruck fettige Spuren hinterlässt. Deshalb arbeitet der Lithograf an einem besonders konstruierten Lithografiepult oder Lithografietisch. Der gewerbliche Chromolithograf arbeitete im Stehen oder Sitzen an einem Pult aus Holz. Zum Sitzen hatte er einen höhenverstellbaren hölzernen Drehstuhl ohne Lehne. Das Pult war von hinten nach vorn leicht geneigt und die beiden Seitenwände ragten etwa 10–12 cm über die Tischplatte hinaus. Über die Tischplatte wurde eine hölzerne Armschiene gelegt. Darunter lag der Lithografiestein, der nun mit der Feder oder dem Schaber bearbeitet werden konnte, ohne ihn mit der Hand zu berühren. Heute benutzen Künstler ähnlich gestaltete Tische für ihre lithografischen Arbeiten.

### Erstellung des Druckbilds

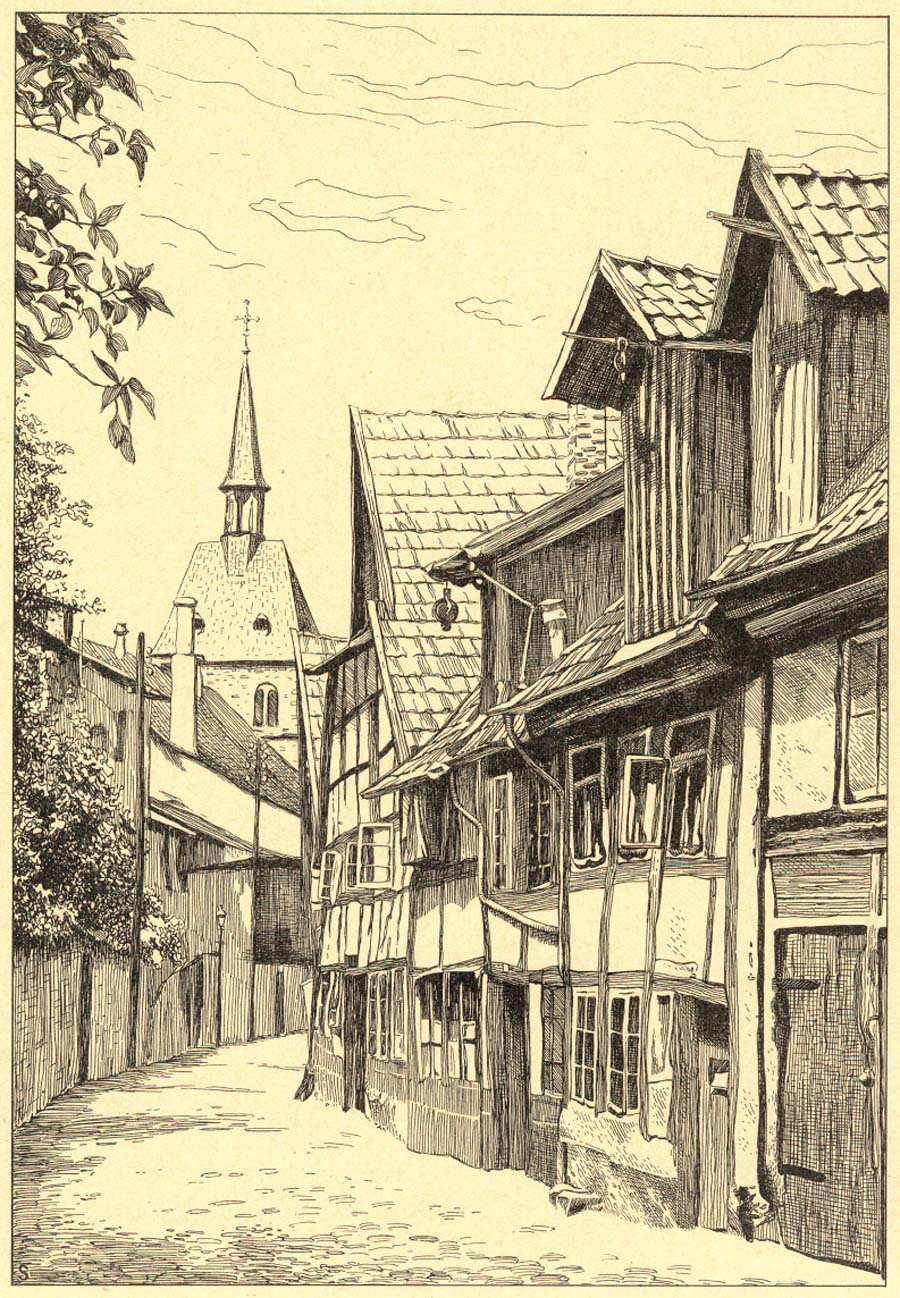
Lithografie: Federzeichnung

Um das Druckbild auf den Stein zu übertragen, stehen dem Lithografen verschiedene Techniken zur Verfügung.

#### Lithografische Techniken
Bei der Federtechnik wird eine Federzeichnung direkt auf einen glatt geschliffenen Stein gebracht. In der Regel benötigt der Lithograf eine Vorzeichnung als Anhalt. Er benutzt dazu Transparentpapier, auf das die Konturen der Originalzeichnung übertragen werden. Anschließend wird die Rückseite des Transparentpapiers mit Graphit oder Rötelkreide eingerieben und das Papier auf dem Stein seitenverkehrt positioniert und befestigt. Mit einer Stahlnadel zeichnet der Lithograf die Konturen nach und überträgt sie so gut sichtbar auf den Stein. Heute projizieren Künstler ein Foto des Motivs mit einem Episkop auf den Stein und zeichnen die Konturen nach.
Die Federtechnik ist eines der ältesten Verfahren in der Lithografie. Die Zeichnung wird mit der Stahlfeder oder der Rohrfeder und Lithografietusche seitenverkehrt auf die glatt geschliffene Oberfläche des Steins gebracht. Kleinere Korrekturen nimmt der Lithograf mit dem Schaber vor. Ist das Bild fertig und die Tusche getrocknet, wird der Stein mit Talkum abgerieben und anschließend mit Gummi arabicum als Schutz gummiert.

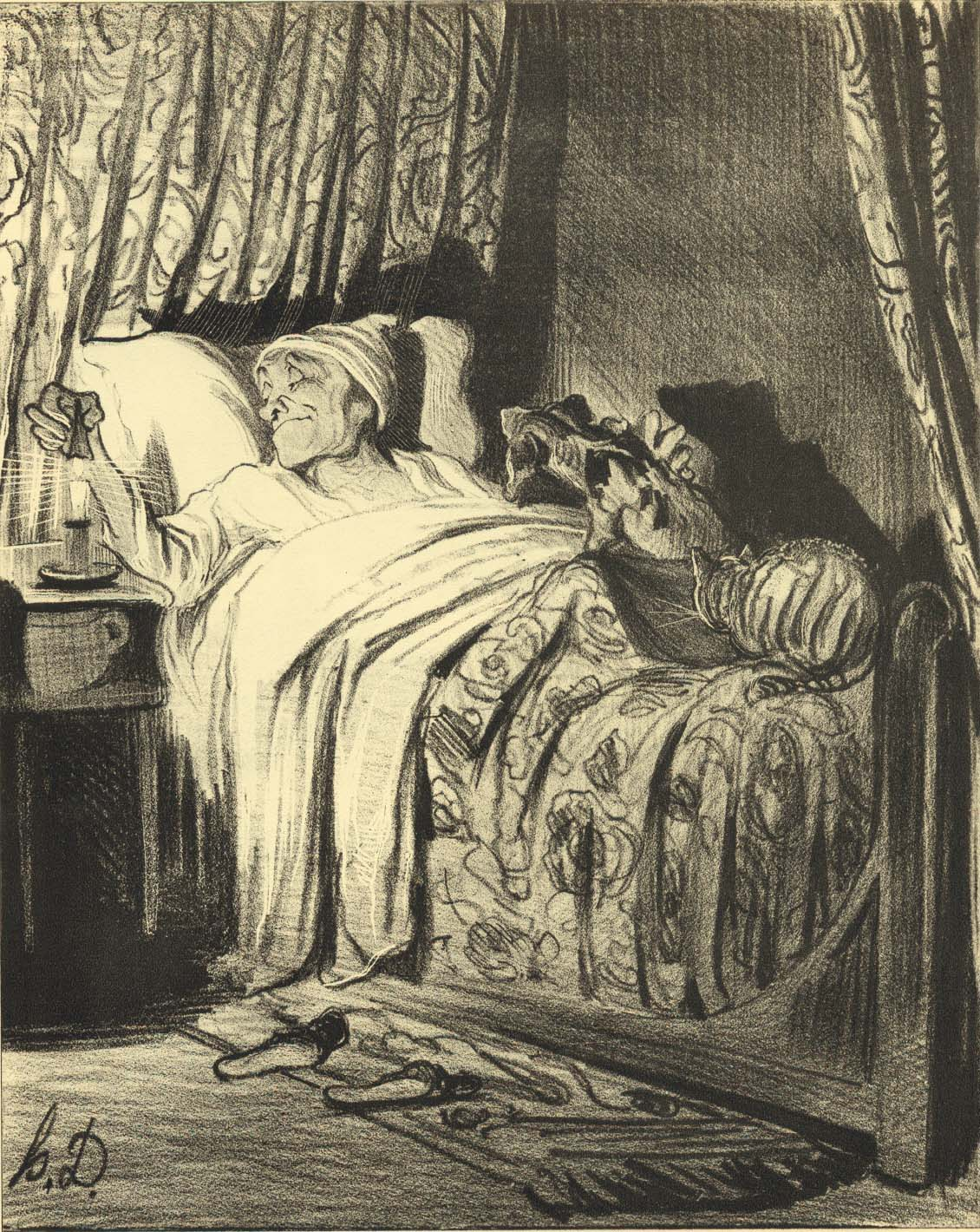
Honoré Daumier: Kreidelithografie, 1839

Zur Vorbereitung einer Kreidelithografie wird der Stein mit Sand gekörnt, bekommt also eine raue Oberfläche. Für das Körnen wurde früher Quarzsand verwendet. Heute nimmt man Siliziumcarbid, das im Handel in verschiedenen Körnungen von grob, mittel und fein angeboten wird. Das Druckbild wird wie bei der Federtechnik seitenverkehrt auf den Stein übertragen. Die Kreide wird von der Spitze her mit einem scharfen Messer angespitzt. Je nach Tonwert der Zeichnung wählt der Lithograf für helle Partien eine harte Kreide, für dunklere Bildstellen dagegen weichere Kreiden. Auch hier sind kleinere Korrekturen mit dem Schaber möglich. Die Kreidelithografie ist eine der ausdrucksstärksten Techniken in der Grafik. Durch das Wischen mit einem speziellen Wischer, dem Estompe, und das Verreiben des Kreideauftrags lässt sich zum Beispiel eine schummrige Wirkung mit weichen Übergängen erzielen. Die Nachbehandlung der fertigen Zeichnung geschieht wieder mit Talkum und Gummi arabicum.

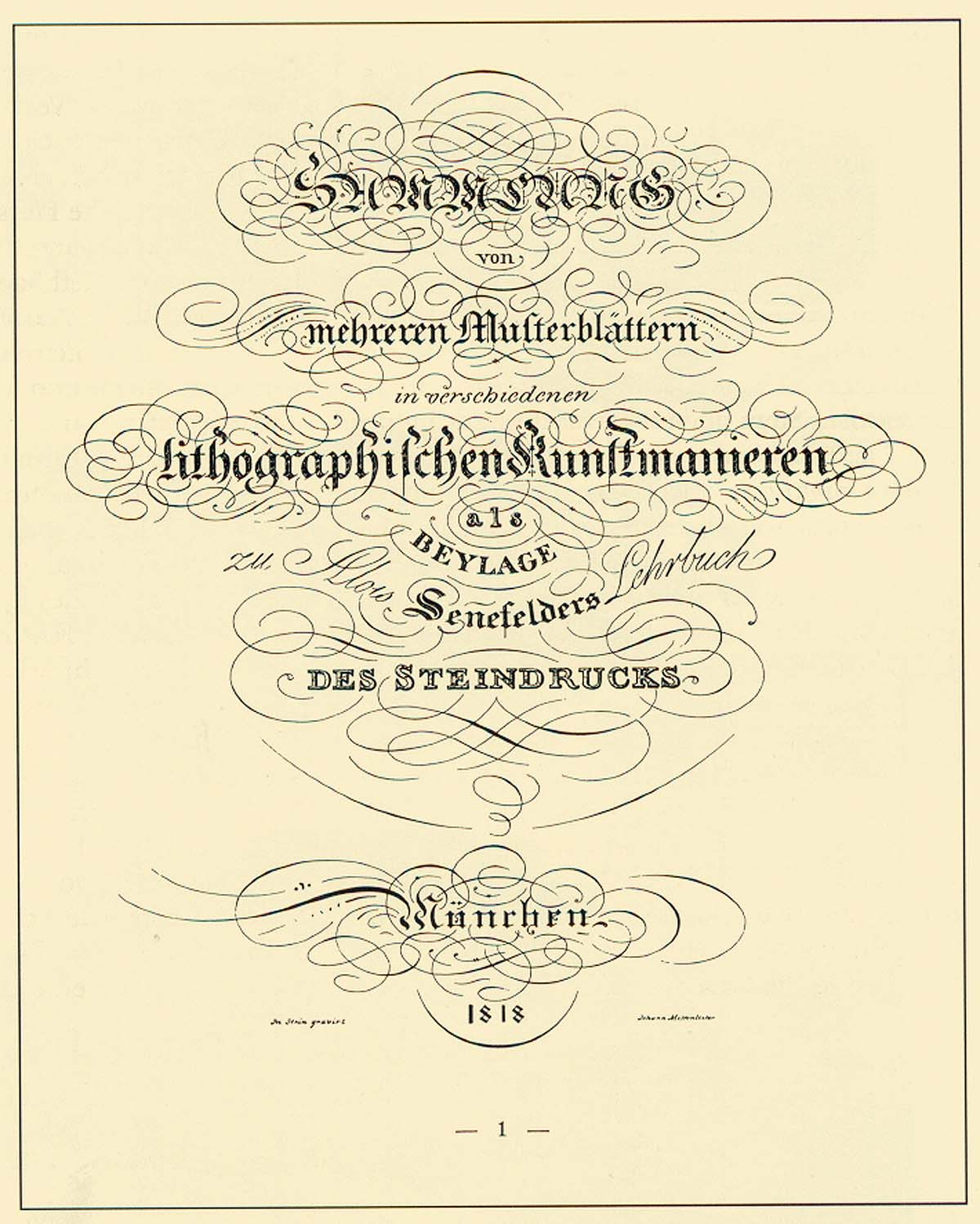
Steingravur

Die Steingravur wurde besonders für Visitenkarten, Briefköpfe und Wertpapiere wegen ihrer feinen Linienzeichnung eingesetzt. Der Lithograf verwendet hierzu einen graublauen Stein von höchster Qualität, der zunächst geschliffen und dann mit Kleesalz poliert wird. Das giftige Kleesalz ist ein Kaliumbioxalat und bildet mit dem Kalkstein eine Verbindung, in der die Poren geschlossen werden und der Bearbeiter durch Polieren mit einem Tampon eine spiegelglatte Oberfläche erzeugt. Danach wird der Stein mit einer dunkel gefärbten Schicht aus Gummi arabicum überzogen. Auch hier wird zunächst eine Vorzeichnung als Anhalt erstellt, bevor der Lithograf die Zeichnung mit einer Graviernadel oder einem Gravurdiamanten einritzt. Die Nadel durchstößt die Gummischicht und die Linien in der Steinoberfläche dürfen maximal 0,2 mm tief sein. Anschließend wird der Stein mit Olivenöl getränkt, bevor der Lithograf die Gummischicht mit Wasser entfernt. Obwohl die gravierten Linien tiefer im Stein liegen, können sie mit einer rauen Lederwalze oder mit einem Tampon eingefärbt werden. Das saugfähige Papier muss leicht angefeuchtet werden, damit es sich besser an den Stein anschmiegt und die Farbe annimmt.

#### Erzeugen von Halbtönen

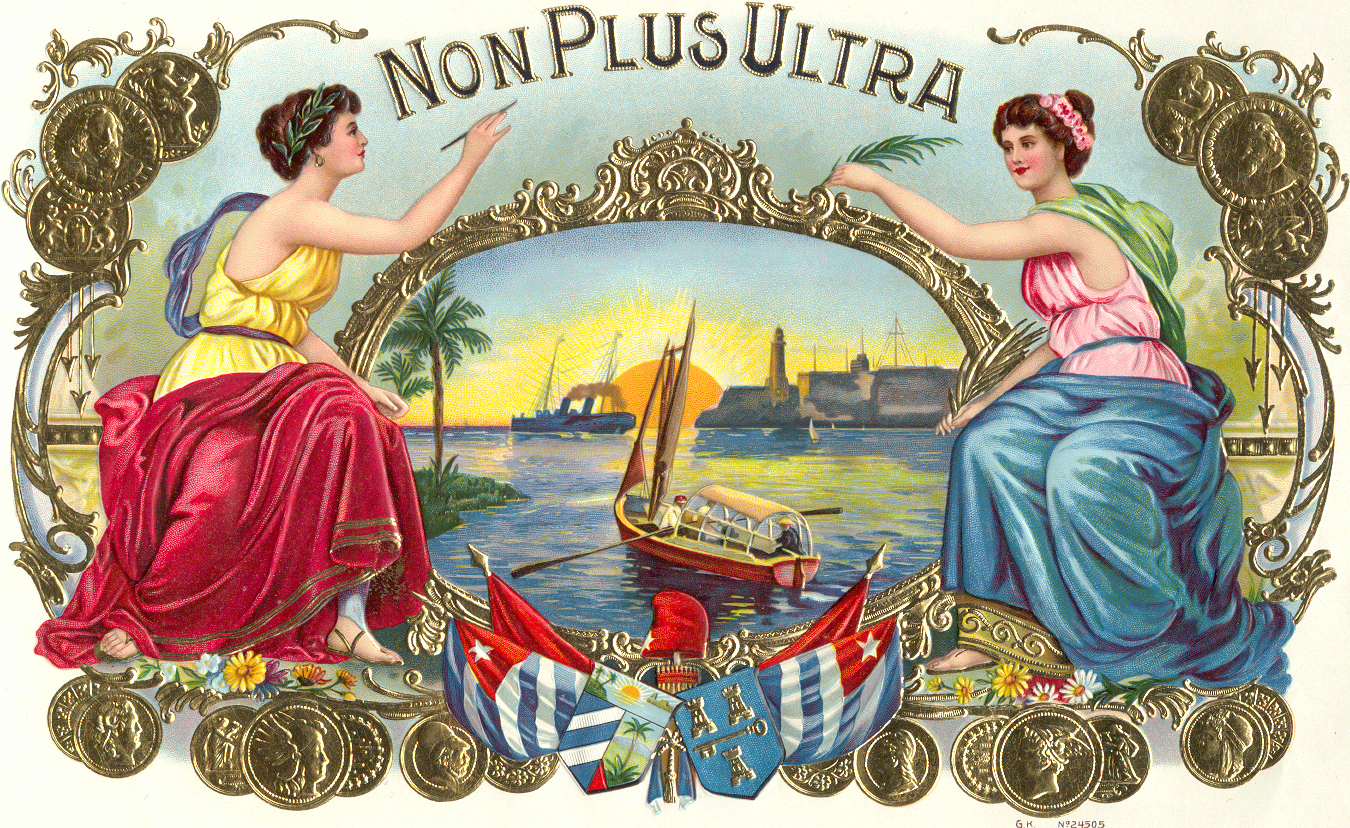
Chromolithografie in Federpunktmanier

Vor der Erfindung des Rasters konnten sogenannte Halbtöne nur mit manuellen Techniken erzeugt werden. In der Lithografie gibt es die folgenden Möglichkeiten:
Bei der Federpunktiermanier werden mit Feder und Tusche manuell Punkt an Punkt auf den Stein gesetzt. Die Punktdichte und -größe hängt dabei vom jeweiligen Tonwert der Vorlage ab. Die bekannteste Technik in der Chromolithografie heißt Berliner Manier, bei der der Lithograf die Punkte halbkreisförmig aneinandersetzt. Die farbigen Lithografien bestanden häufig aus zwölf und mehr übereinander gedruckten Farben, die sich stark in der Helligkeit unterschieden. So wurde bei den helleren Farben grob punktiert und die Töne sogar vollflächig unterlegt. Die dunkleren, zeichnenden Farben wurden von den besten Lithografen ausgeführt, die besonders feine Punkte setzen konnten.
Die Tangiermanier verdrängte die Federpunktiermanier schließlich teilweise, weil sie bedeutend einfacher war. Hier trägt eine gehärtete Gelatinefolie bereits das gewünschte Muster aus Punkten, Linien oder anderen Formen, das nach dem Einfärben direkt durch Andrücken auf den Stein übertragen wird. Stellen, die dabei frei bleiben sollen, werden mit einer abweisenden Schicht aus Gummi arabicum bedeckt. Diese Technik eignet sich allerdings nur für glatte Halbtöne. Verläufe und Schattierungen können damit nicht erzeugt werden.
Bei der Spritzmanier, die schon Senefelder bekannt war, wird eine tuschegetränkte Bürste über ein Sieb gestreift, das in bestimmtem Abstand über den Stein gehalten wird. Auch hier werden wieder die Stellen mit Gummi arabicum abgedeckt, auf denen später keine Farbe haften soll. Eine Abstufung der Tonwerte wird durch die Häufigkeit des Spritzvorgangs erzeugt.
Bei der Schabmanier, auch Asphalt- oder Tuschemanier genannt, wird auf einem gekörnten Stein vollflächig eine Asphaltschicht aufgetragen. Die lichten Bildpartien werden nach dem Trocknen mit einem Schabmesser, mit Schleifpapier und lithografischen Nadeln der Vorlage entsprechend aufgehellt. Das Verfahren eignet sich besonders für feine Tonabstufungen. Wenn die Zeichnung fertig ist, wird der Stein mit einer starken Ätzlösung aus Gummi arabicum und sieben Prozent Salpetersäure behandelt.

### Vorbereitung des Steins für den Druck
Die Zeichnung auf dem Stein kann ohne Vorbereitung nicht gedruckt werden. Diesen chemischen Vorgang nennt der Lithograf und der Steindrucker Ätzen. Dabei sollen die fettfreundlichen druckenden Partien, also die Zeichnung, in ihrer Eigenschaft verstärkt werden und die nichtdruckenden Teile des Steins fettabstoßend und wasseraufnahmefähig bleiben. Die Ätze besteht aus einer Mischung von Salpetersäure, Gummi arabicum und Wasser, die mit einem Schwamm auf die Steinoberfläche aufgetragen wird und einwirkt. Durch das Ätzen wird nichts entfernt oder weggeätzt, sondern lediglich die Druckeigenschaft des Steins optimiert. Der Vorgang kann mehrmals wiederholt werden und gilt als abgeschlossen, wenn die ersten Probedrucke ohne jede Veränderung erfolgt sind.
Für diese Tätigkeit ist neben Fachwissen sehr viel Erfahrung notwendig. Künstler lassen heute ihre Lithografien deshalb teilweise in Auftragsarbeit von einem erfahrenen Lithografen behandeln, um das Ergebnis ihrer Arbeit nicht zu gefährden.

### Steindruck

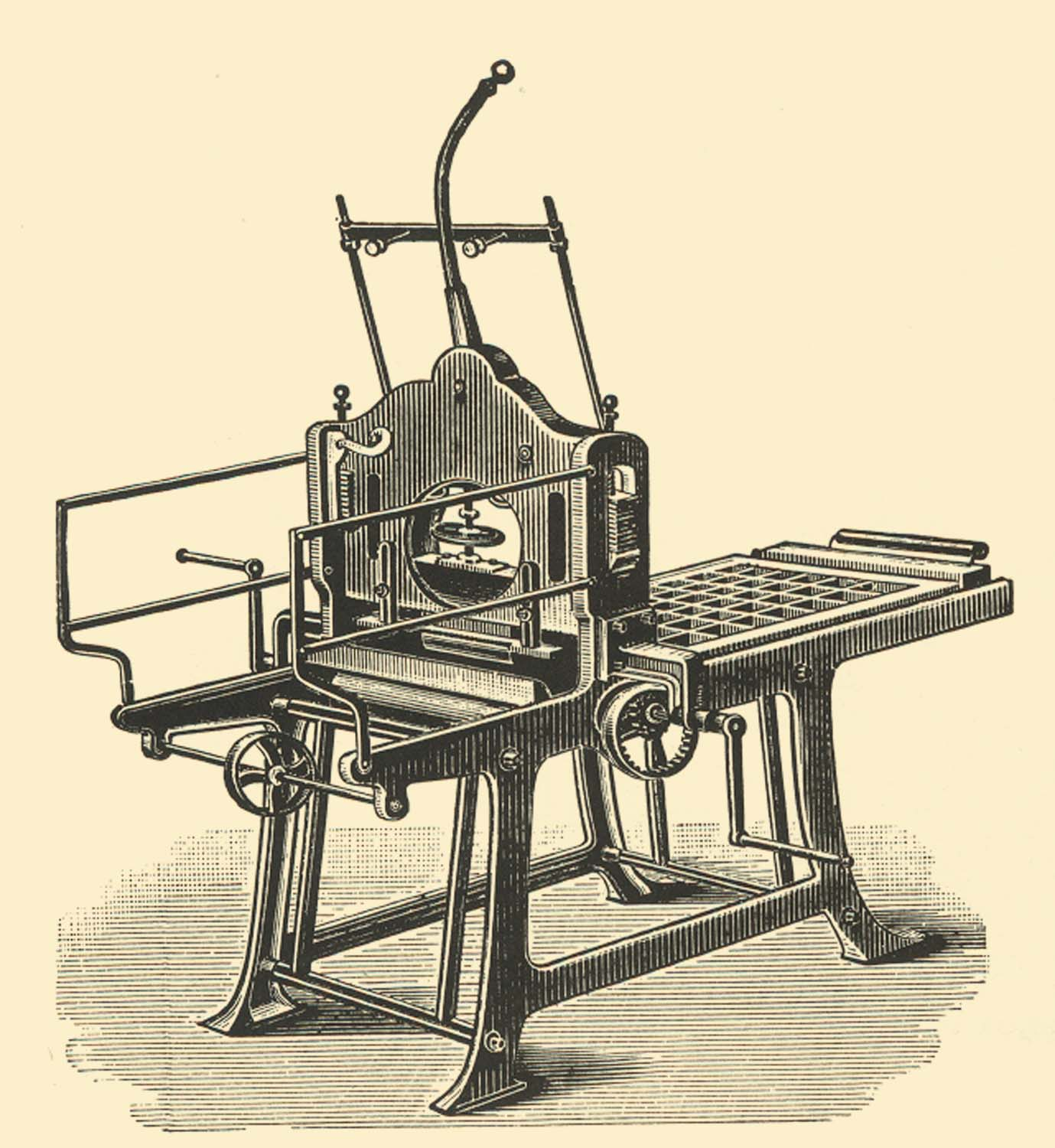
Steindruck-Handpresse, auch Kniehebelpresse genannt, von Erasmus Sutter, 1839

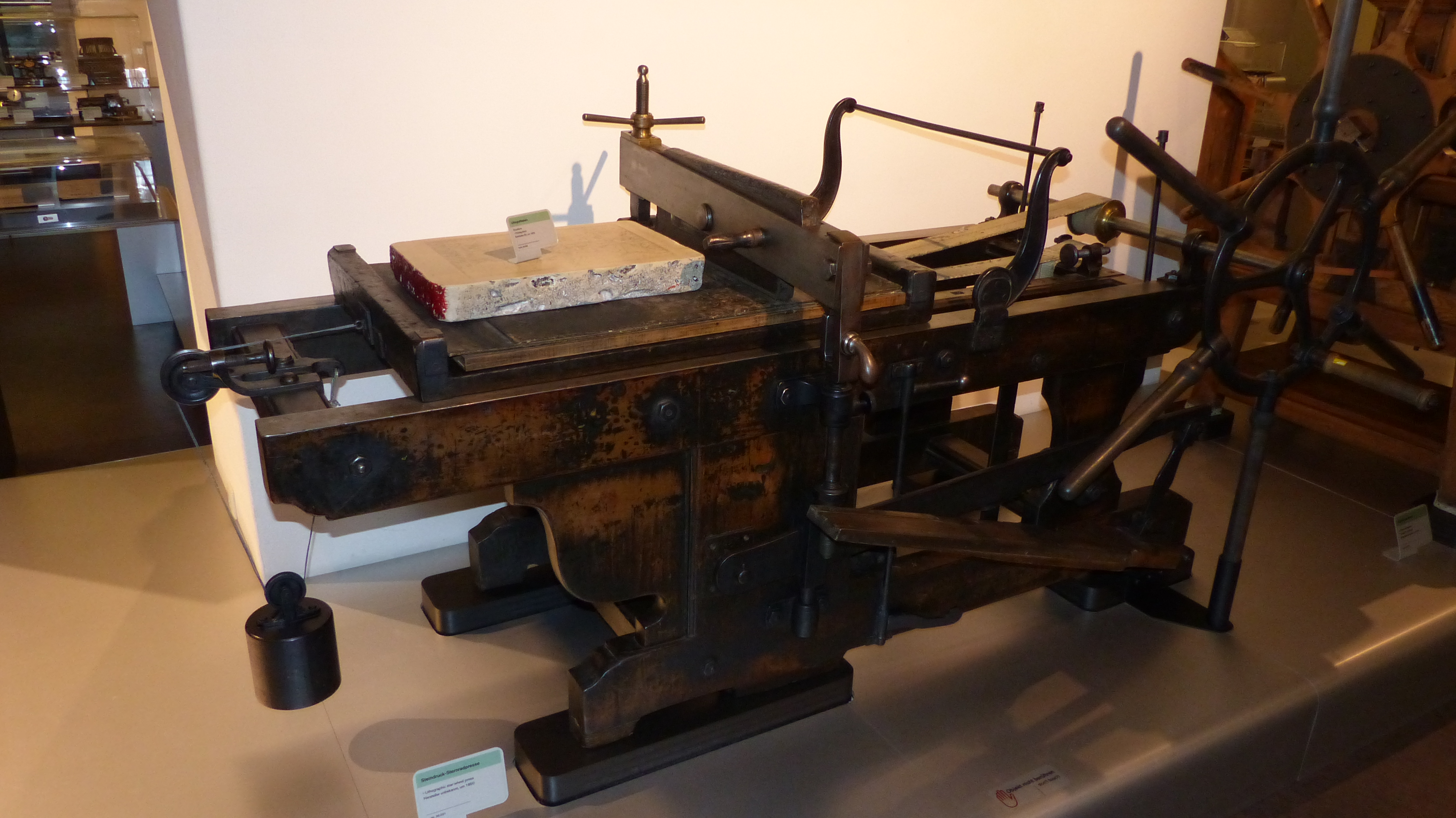
Steindruck-Sternradpresse, um 1850, Technisches Museum Wien

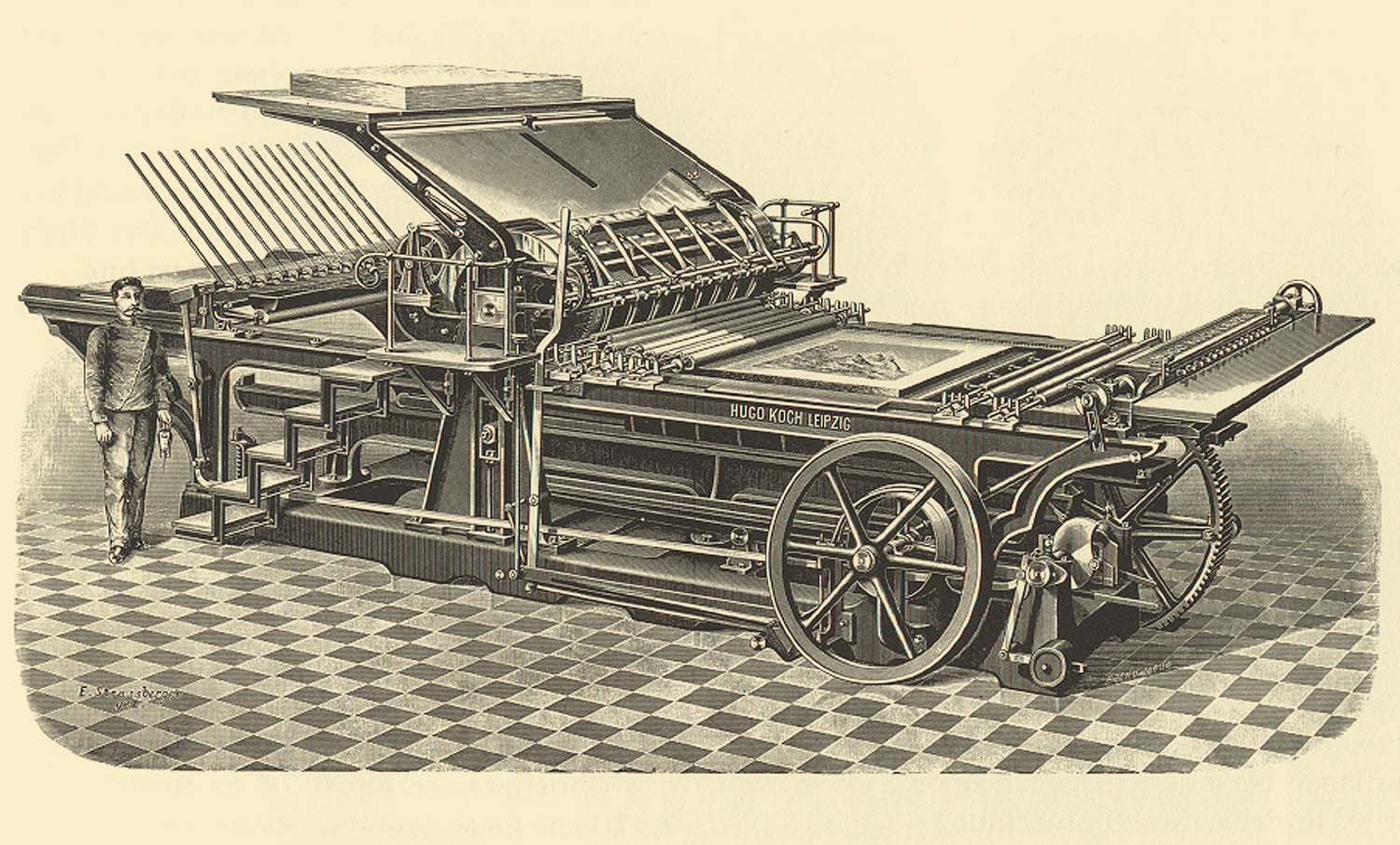
Steindruck-Schnellpresse von Hugo Koch, um 1880

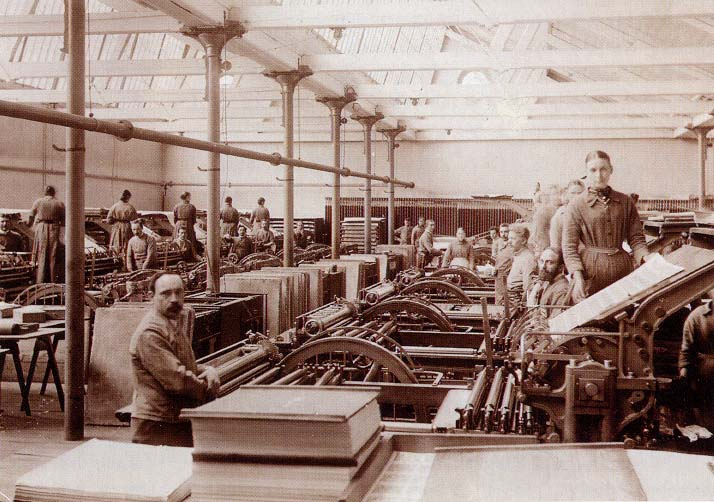
Maschinensaal um 1905

Im Steindruck wird zwischen der Handpresse und der Schnellpresse unterschieden. Heute sind in Deutschland neben wenigen Schnellpressen noch einige Handpressen in Betrieb, in denen Drucke für Künstler gefertigt werden. Die bekannteste Handpresse oder auch Kniehebelpresse entstand 1839 in der Werkstatt des Schlossers Erasmus Sutter in Berlin und stellt eher ein Werkzeug als eine Maschine dar. Der Rahmen der Handpresse besteht aus schwerem Gusseisen, in dem sich ein Karren oder Wagen und eine Walze befinden, mit denen der Stein manuell vor- und zurückbewegt werden kann. Der Pressdruck geschieht durch das Niederdrücken eines Reibers, unter dem der Wagen mit dem Stein durchgezogen wird. Zwischen dem zuvor mit Druckfarbe eingewalzten Stein und dem Reiber liegt das zu bedruckende Papier und darüber eine feste glatte Pappe, Pressdeckel oder Pressspan genannt. Nach dem Abnehmen des Pressdeckels wird der bedruckte Bogen vorsichtig abgehoben und begutachtet. Um den richtigen Reiberdruck einzustellen, braucht der Steindrucker Erfahrung und Fingerspitzengefühl. Zu jeder Handpresse gibt es verschieden breite Reiber, die der jeweiligen Steingröße angepasst sind.
Mit der Weiterentwicklung der Lithografie im 19. Jahrhundert und dem wachsenden Bedarf an Drucksachen konnte die Handpresse den Ansprüchen nicht mehr genügen. Diese Anforderung erfüllte die Steindruck-Schnellpresse, deren stündliche Druckleistung bei rund 800 Bogen lag. Von dem erheblich größeren Stein wurde nicht mit einem Reibers, sondern über eine Walze gedruckt. Das Farbwerk sorgte für eine gleichmäßige Verteilung der Farbe auf dem Farbtisch, die von weiteren Farbwalzen aufgenommen und auf den Stein übertragen wurde. Feuchtwalzen übernahmen die notwendige Befeuchtung des Steins. Der Wagen mit dem Stein lief zunächst unter den Feuchtwalzen, weiter unter den Farbwalzen und schließlich unter dem Druckzylinder her. Auf dem mit einem Gummituch bespannten Zylinder befand sich das Papier, wurde nun bedruckt und auf dem Auslegetisch wieder abgelegt. Der zu bedruckende Bogen wurde manuell, meist von Frauen angelegt. Der Antrieb der Schnellpresse erfolgte zunächst manuell, später jedoch durch Dampfmaschinen über Treibriemen.
Diese Steindruck-Schnellpresse konnte im Gegensatz zu den modernen Vier- oder Sechsfarben-Maschinen nur jeweils eine Farbe drucken. Das bedeutete, dass bei einer zwölffarbigen Lithografie der Druckvorgang zwölfmal durchgeführt werden musste. Es ist leicht vorstellbar, wie aufwendig damals farbige Bilder produziert wurden.

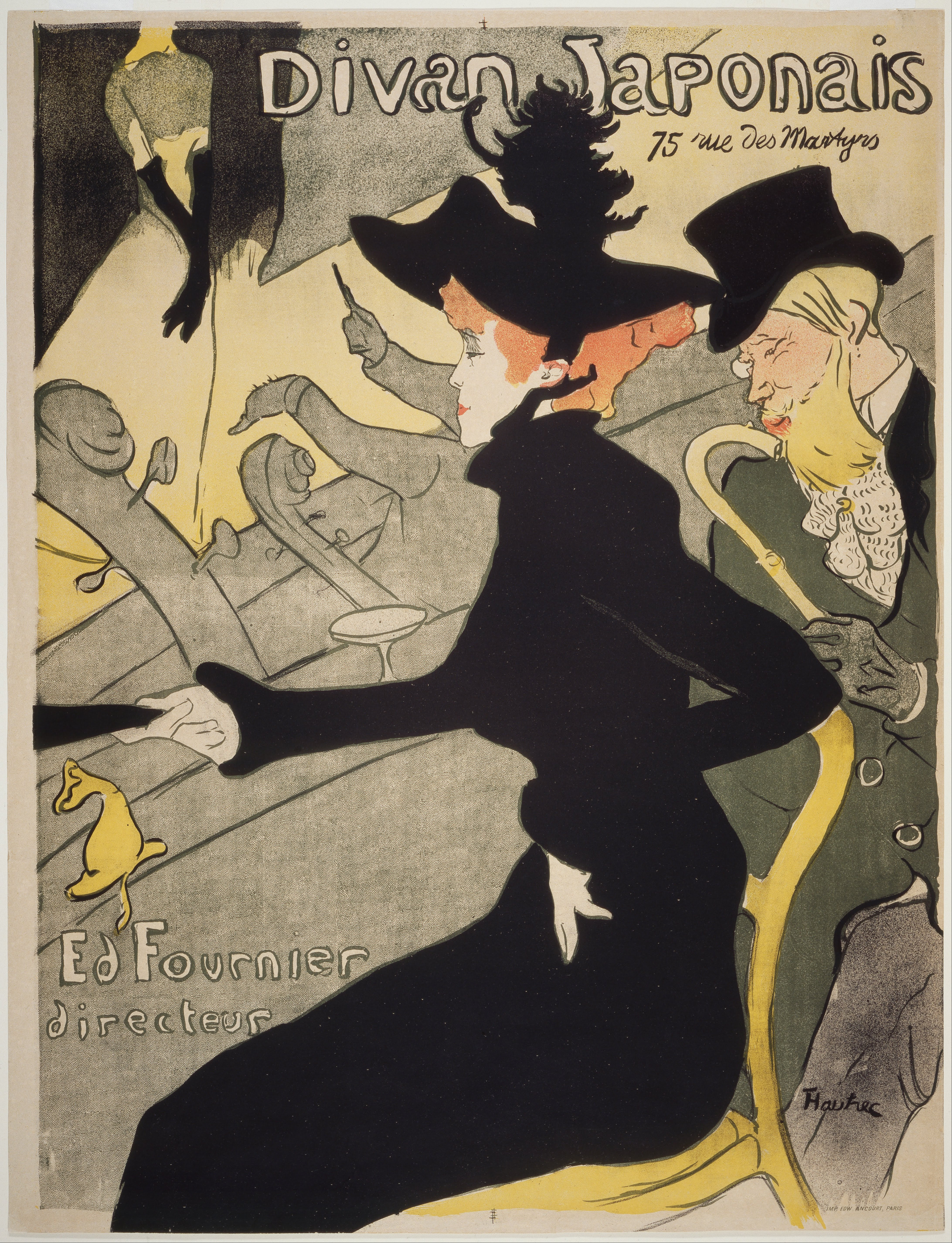
Farblithographie von Henri de Toulouse-Lautrec

### Umdruckverfahren
Unter dem Begriff Umdruck oder Autografie sind Methoden zusammengefasst, mit deren Hilfe Zeichnungen oder Drucke vom Papier auf den Lithografiestein übertragen werden. Zu den Umdruckverfahren gehören der Überdruck, bei dem von einem Stein eine Zeichnung auf ein spezielles Umdruckpapier gedruckt und anschließend auf einen zweiten Stein, zum Beispiel einen Maschinenstein, übertragen wird. Dieser Vorgang wird so oft wiederholt, bis der wesentlich größere Maschinenstein seiner Größe entsprechend viele Zeichnungen enthält. Das Umdruckpapier ist mit einem wasserlöslichen Strich versehen, der eine trennende Schicht zwischen Zeichnung bzw. Druck und Papier bildet. Es wird angefeuchtet, auf einen zweiten Stein gelegt und unter Druck übertragen. Das Papier wird nun nochmals gefeuchtet, bis es sich problemlos abziehen lässt. Die Zeichnung ist jetzt in allen Details auf dem zweiten Stein sichtbar und kann wie eine normale Lithografie weiterbehandelt werden.
Der in der Steindruck-Schnellpresse verwendete Maschinenstein enthielt in der Regel Lithografien, die im Umdruckverfahren hergestellt waren. Je nach Auflagenhöhe wurde eine bestimmte Anzahl Umdrucke oder Nutzen, also Kopien der Originallithografie, hergestellt.
Der Abklatsch oder Klatsch wurde in der Chromolithografie dazu verwendet, der Farbenzahl entsprechend viele Steine mit den Konturen des Druckbilds zu versehen. Der Lithograf erstellte vorher vom Originalbild eine Zeichnung aus feinen Linien, die Umrisse und Farbunterschiede enthielt und als Vorzeichnung für die spätere Chromolithografie diente. Auch hierzu wurde Umdruckpapier verwendet, jedoch nur mit so wenig Farbe versehen, dass die Konturen der Vorzeichnung später keine Druckfarbe annahmen.
Viele Künstler bedienten sich des Umdruckpapiers, neben Honoré Daumier und Toulouse-Lautrec auch Emil Nolde, Ernst Barlach, Henri Matisse und Oskar Kokoschka. Diese Technik hat allerdings einen leichten Qualitätsverlust im Druckbild zur Folge.

### Chromolithografie

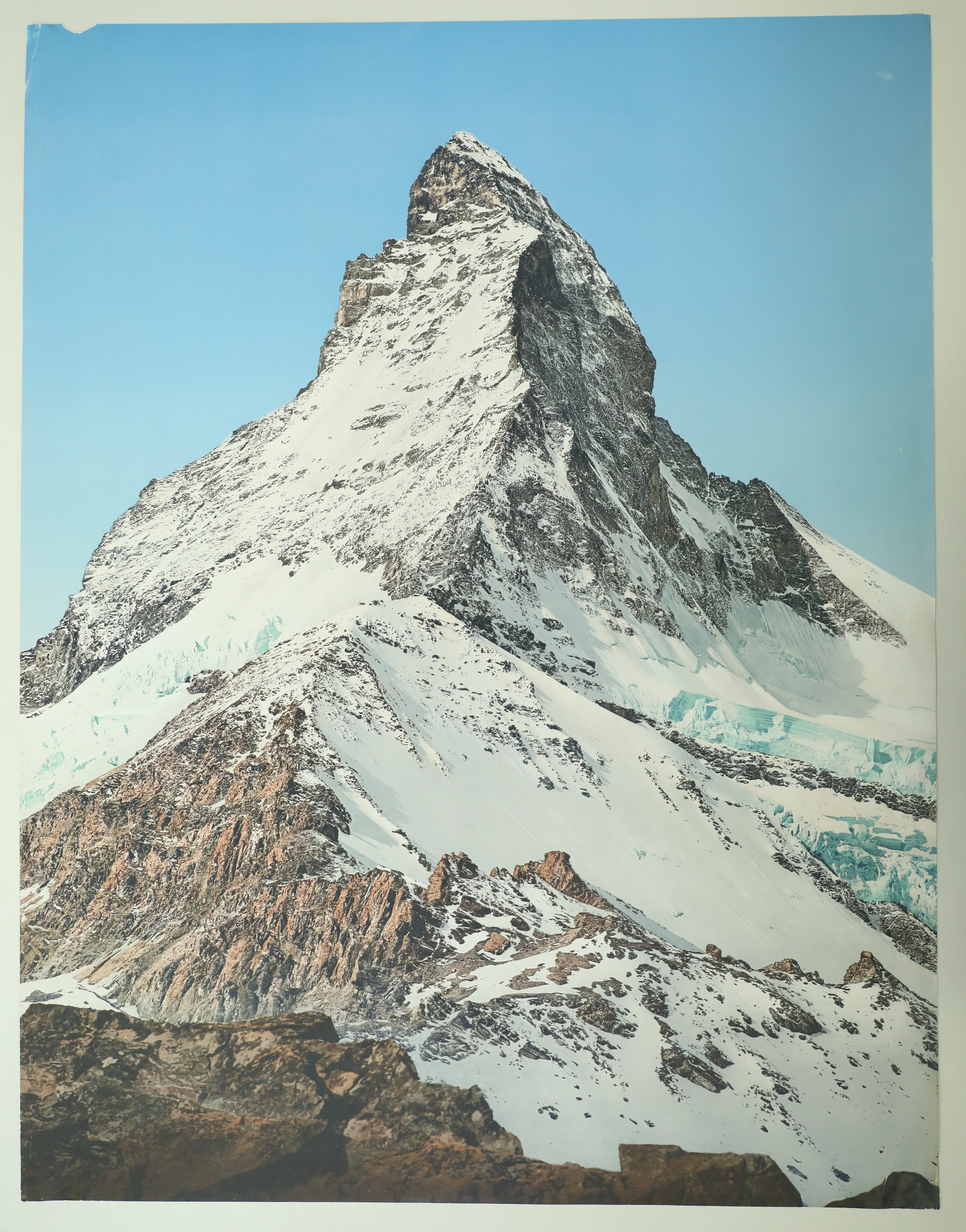
Chromolithographie des Matterhorns um 1900 aus der Zentralbibliothek Zürich

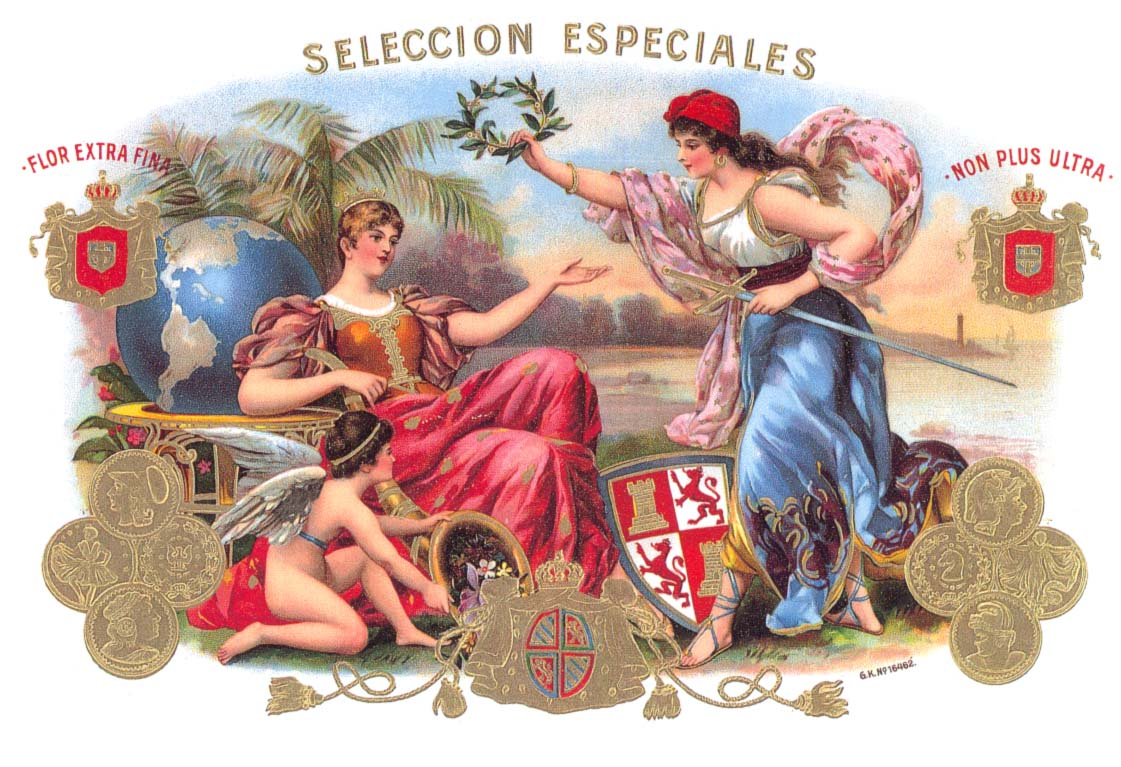
Zigarrendeckelbild um 1900

Schon Senefelder beschäftigte sich mit der farbigen Wiedergabe von Schriften, Landkarten und Bildern. Er unterlegte eine Kreidelithografie mit einer Tonplatte, einem Chamoiston, aus dem in Schabtechnik die Lichter herausgenommen waren. Für den Betrachter entstand der Eindruck einer mehrfarbigen Lithografie.
1837 ließ sich der deutsch-französische Lithograf Godefroy Engelmann (1788–1839) aus Mülhausen eine farbige Variante der Lithografie unter dem Namen Chromolithografie (Farbsteindruck, Farblithografie) patentieren, die bis in die 1930er-Jahre das verbreitetste Verfahren für farbige Illustrationen hoher Qualität blieb. Aus bis zu 16, 21 und sogar 25 Farben bestehende Chromolithografien waren keine Seltenheit. Allerdings war nicht zu verkennen, dass es sich hier um ein sehr zeitaufwendiges und kostspieliges Verfahren handelte. Nach der Einführung der Steindruck-Schnellpresse um 1871 entstanden große Mengen an farbigen lithografischen Drucksachen, da nun höhere Auflagen möglich waren.
Als Vorlage oder Original hatte der Chromolithograf ein gemaltes Bild. Im ersten Schritt wurde eine Konturenzeichnung auf Stein hergestellt. Das war eine Zeichnung aus feinen Linien, welche die Umrisse und Farbunterschiede des Originals markierten. Diese Konturenplatte brauchte der Lithograf als Anhalt für die genaue Ausarbeitung der vorgesehenen einzelnen Farben. Mit Einsatz des Umdruckverfahrens wurden danach Klatsch genannte Kopien der Konturenplatte auf eine Anzahl Steine erstellt, die der Zahl der vorgesehenen Farben entsprachen. Die Klatsche zeigten die Konturen nur andeutungsweise in einem hellen Farbton und verschwanden später bei der Druckvorbereitung der fertigen Chromolithografie.

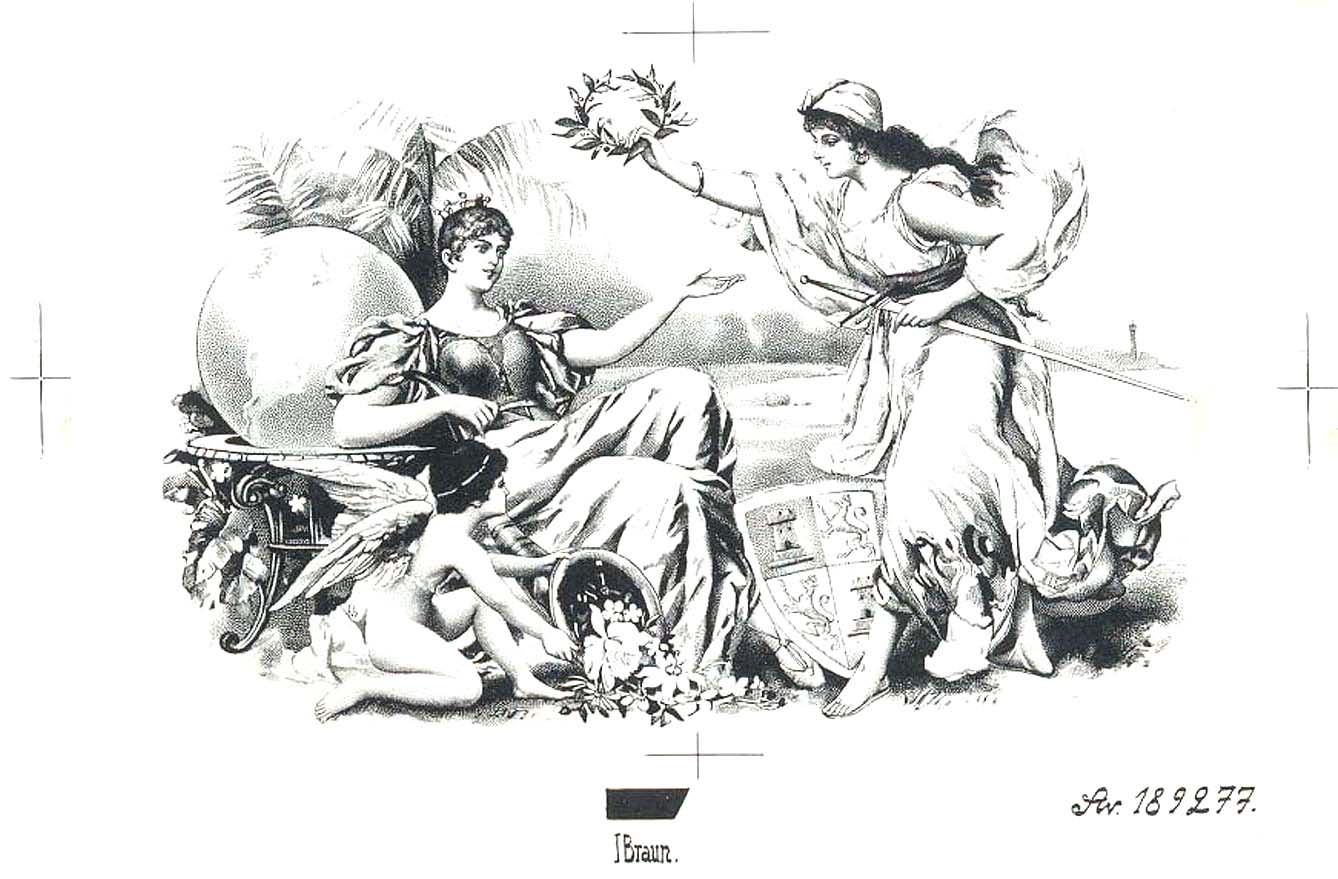
Farbauszug mit Passkreuzen

Nach dem Ausarbeiten der helleren Farben begann der Andruck. Mithilfe von dünnen Kreuzen, die Passmarken oder Passkreuze genannt wurden, konnte das zu druckende Motiv über alle Farben exakt und passgenau übereinandergedruckt werden. Dieser Vorgang hieß Nadeln der Andrucke. Zuvor hatte der Steindrucker in die Mitte der Passmarken rechts und links auf dem Stein jeweils ein winziges Loch gebohrt. Diese Löcher wurden auf dem zu bedruckenden Papier wiederholt, das nun mit Hilfe zweier Nadeln genau auf dem Stein positioniert werden konnte. Nach dem Druck jeder Farbe prüfte der Chromolithograf den Fortschritt seiner Arbeit und bearbeitete danach die nächstdunklere Farbe. Schließlich wurde der fertige Andruck dem Kunden vorgelegt, der jetzt seine Änderungswünsche äußern konnte. Nach der entsprechenden Korrektur war der Auftrag druckfertig und in der Steindruck-Schnellpresse konnte die Auflage gedruckt werden.
Da der Maschinenstein erheblich größer als der Andruckstein war, wurden je nach Auflagenhöhe mehrere Umdrucke von der Originallithografie hergestellt. War der Maschinenstein noch nicht ausgefüllt, konnten zusätzlich weitere Aufträge auf dem Stein Platz finden. Der Auflagendruck vom Maschinenstein sollte trotz eines leichten Qualitätsverlusts dem Ergebnis des Andrucks möglichst nahekommen.

### Fotolithografie

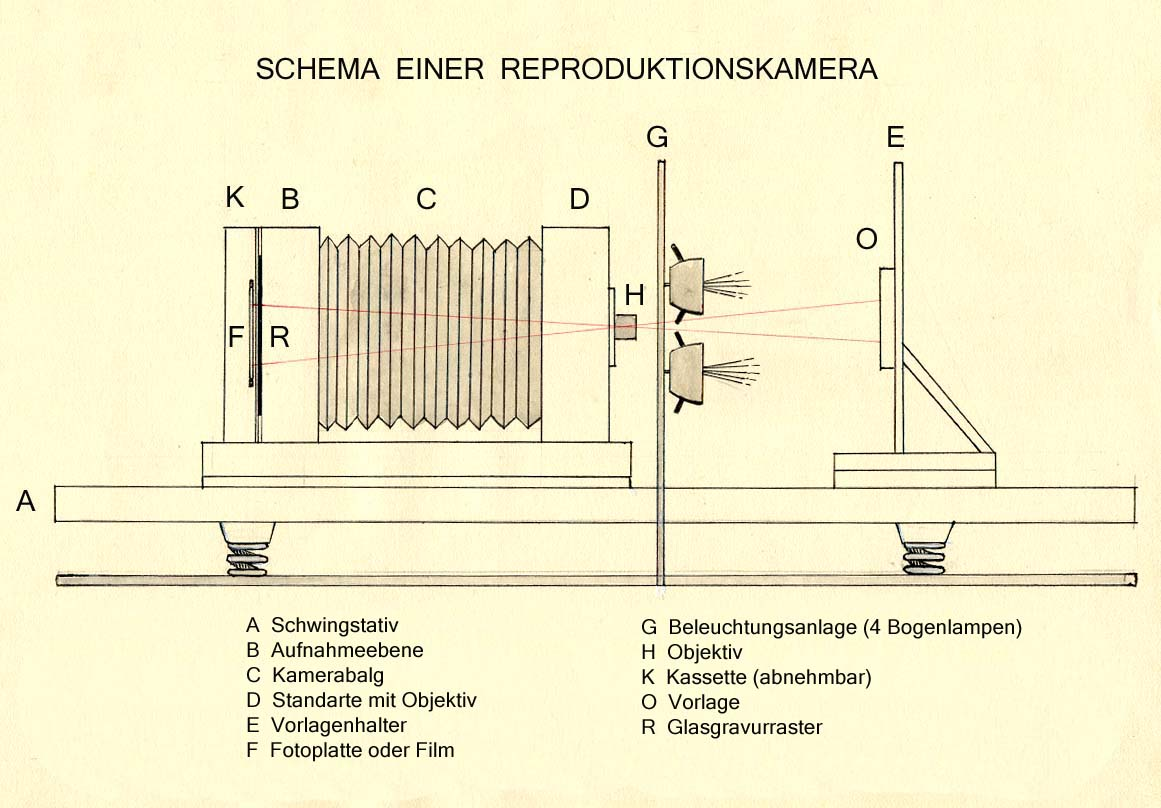
Schema einer Reproduktionskamera

Schon der Franzose Niépce kopierte 1822 fotografische Negative auf den Lithostein. Allerdings gab es noch keine Möglichkeit, das fotografische Bild in druckbare Halbtöne aufzulösen. Als Erfinder des Glasgravurrasters gilt Georg Meisenbach, der 1881 den hochpräzisen Glasgravurraster entwickelte und damit erstmals auf fotografischem Wege Halbtöne in druckbare Rasterpunkte zerlegen konnte. Diese Aufrasterung erfolgte in einer Reproduktionskamera, in der der zu belichtenden fotografischen Platte eine Rasterscheibe vorgeschaltet wurde. Aufgrund der differenzierten Tonwertwiedergabe ermöglichte diese Technik die gedruckte Wiedergabe in sechs oder vier Farben anstelle von zwölf oder mehr und war damit bei Weitem wirtschaftlicher als die konventionelle Chromolithografie.
Um die nötigen Farbauszüge zu erstellen, benutzte der Reprofotograf Farbfilter. Die so erzeugten Negative auf Glas bearbeitete der Fotolithograf mit Farmerschem Abschwächer, um sie aufzuhellen, und mit blauer Keilitzfarbe, um sie abzudunkeln. Nichtdruckende Partien wurden mit Rötel oder Abdeckrot lichtundurchlässig gemacht. Die fertig retuschierten Negative dienten als Kopiervorlagen für die Steinkopie. Ein vorbereiteter Stein wurde mit einer Eiweißchromatlösung lichtempfindlich gemacht. Diese besteht aus einer Lösung von destilliertem Wasser, Trockeneiweiß, Ammoniak und Ammoniumbichromat, mit welcher der Stein begossen und in einer Schleuder gleichmäßig verteilt und getrocknet wurde. Der Fotolithograf legte nun das retuschierte Negativ Schicht auf Schicht auf den Stein und beschwerte es mit einer Glasplatte. Die Partien außerhalb des Negativs bekamen eine Abdeckung aus schwarzem Papier. In einem Steinkopiergerät erfolgte die Belichtung mit Kohlenbogenlicht, wodurch die belichteten Partien gehärtet wurden. Anschließend walzte man den Stein mit schwarzer Druckfarbe ein und in einem flachen, mit Wasser gefüllten Becken wurde die Kopie mit einem Wattebausch entwickelt. Die nichtbelichteten Partien lösten sich und auf dem Stein erschien ein positiver seitenverkehrter Farbauszug. Dieser konnte nun nochmals manuell bearbeitet werden, bevor der Stein für den Druck vorbereitet wurde.
Ein ähnliches Verfahren war die Asphaltkopie, bei der der Stein mit einer Lösung aus Asphalt, Terpentin, Benzol und Chloroform lichtempfindlich gemacht wurde. Allerdings war diese Methode höchst gesundheitsgefährdend.
Nachdem der Steindruck vom Offsetdruck verdrängt worden war, blieb nur noch die irreführende Berufsbezeichnung Fotolithograf, obwohl dieser Beruf nichts mehr mit einem Lithografiestein zu tun hatte. Die spätere korrekte Berufsbezeichnung lautete Druckvorlagenvorbereiter/in – Fachrichtung Offsetdruck.

## Geschichte

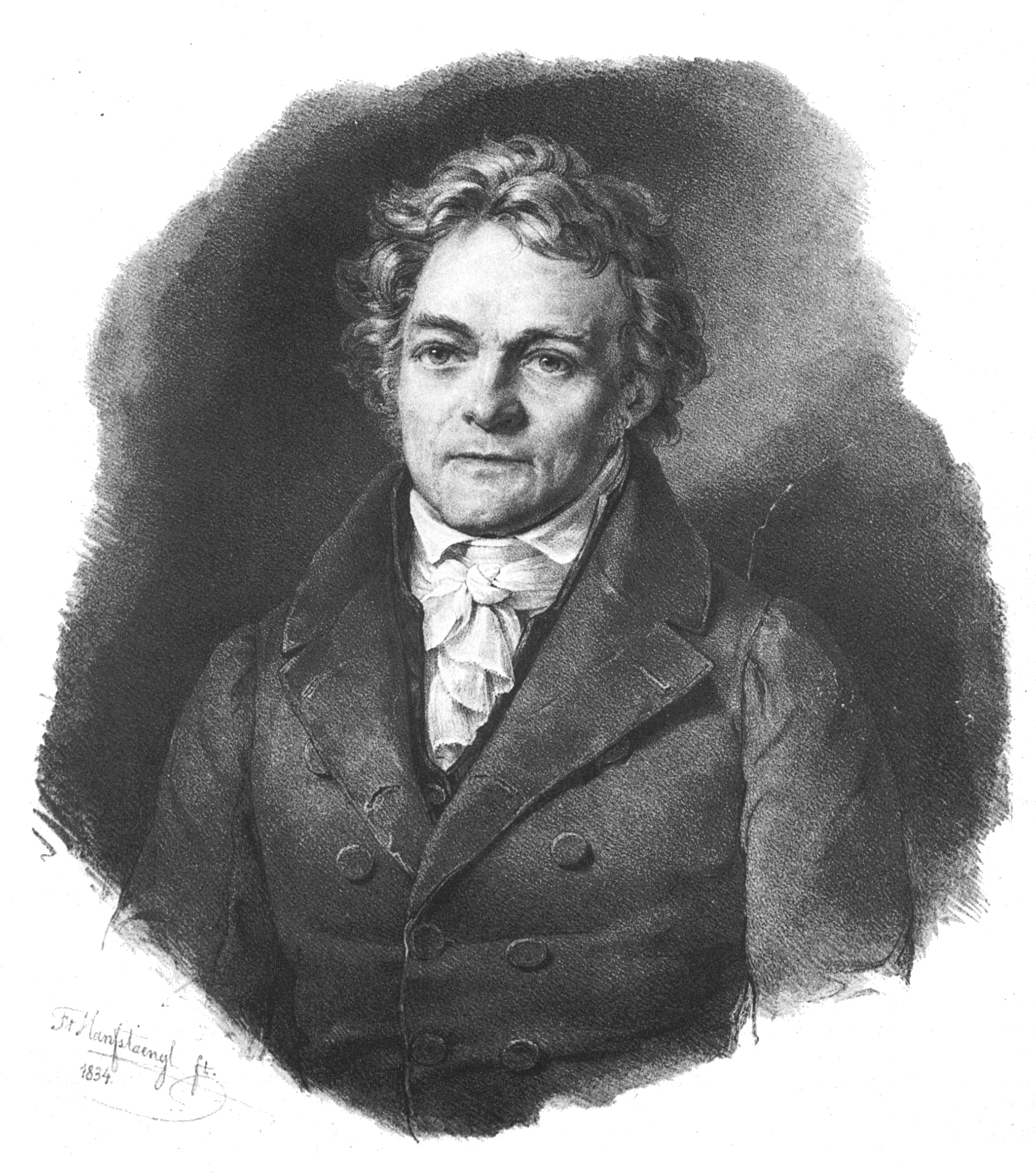
Alois Senefelder, Kreidelithografie, 1834

### Alois Senefelder
Der Theaterschriftsteller Alois Senefelder gilt als Erfinder des Steindrucks, den er zwischen 1796 und 1798 entwickelte. Für eins seiner Theaterstücke fand er keinen Verlag, der sein Manuskript druckte. Senefelder wollte es daraufhin selbst herausgeben und versuchte aus Geldmangel, ein preiswertes und einfaches Verfahren zur Vervielfältigung zu finden. Da ihm aus dem Theater alle für die Lithografie nötigen Substanzen zur Verfügung standen, versuchte er zunächst mithilfe der Ätztechnik, den Hintergrund der Druckform für den Hochdruck zu ätzen, was sich aufgrund des immensen Ätzaufwandes als nicht praktikabel erwies. Schließlich entdeckte er die Abstoßreaktion von Fett und Wasser, zuerst auf Kelheimer Platten, später auf Solnhofener Plattenkalk und entwickelte daraus den Flachdruck.
Kaum eine technische Erfindung wurde so akribisch beschrieben, wie es in Senefelders Lehrbuch der Steindruckerey der Fall ist. Dort schildert er die mühseligen, vielfach missglückten Versuche, die schließlich zu seiner Erfindung führten. Im Jahr 1796 gelang ihm erstmals der mechanische Druck von einem Stein und zwei Jahre später der erste chemische Druck. Nach insgesamt sieben Jahren voller Experimente und Fehlversuche gelang Senefelder der Durchbruch und er gilt seitdem als Erfinder der Chemischen Druckerey, wie er das neue Verfahren nannte. Senefelder arbeitete bis zu seinem Todesjahr 1834 an der Weiterentwicklung seiner Technik. Er stellte Druckversuche mit Metallplatten an, konstruierte eine transportable Kofferpresse und verbesserte die chemische Zusammensetzung von Lithografietusche und Lithografiekreide.

### Entstehung eines neuen Gewerbes

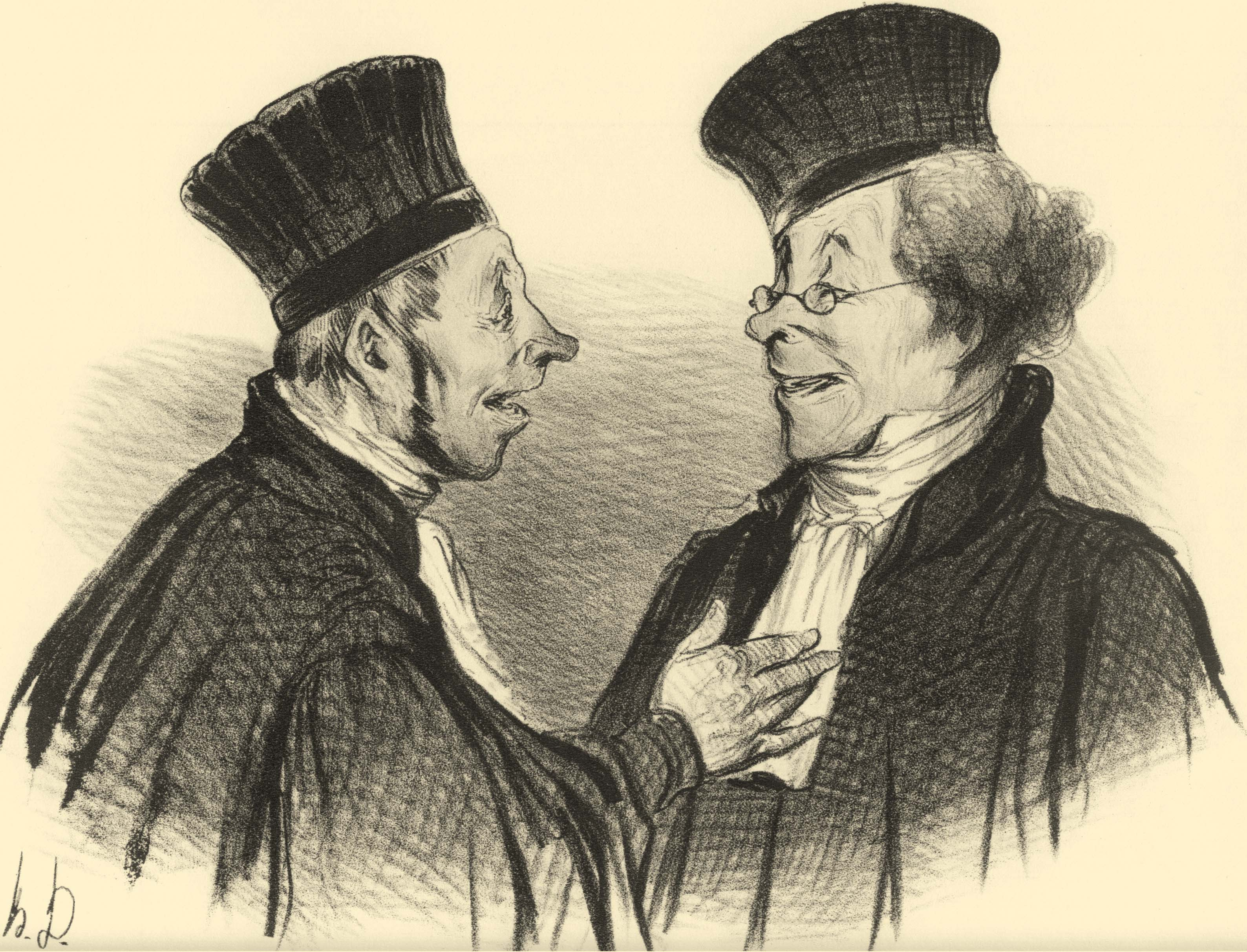
Honoré Daumier: Kreidelithografie, 1838

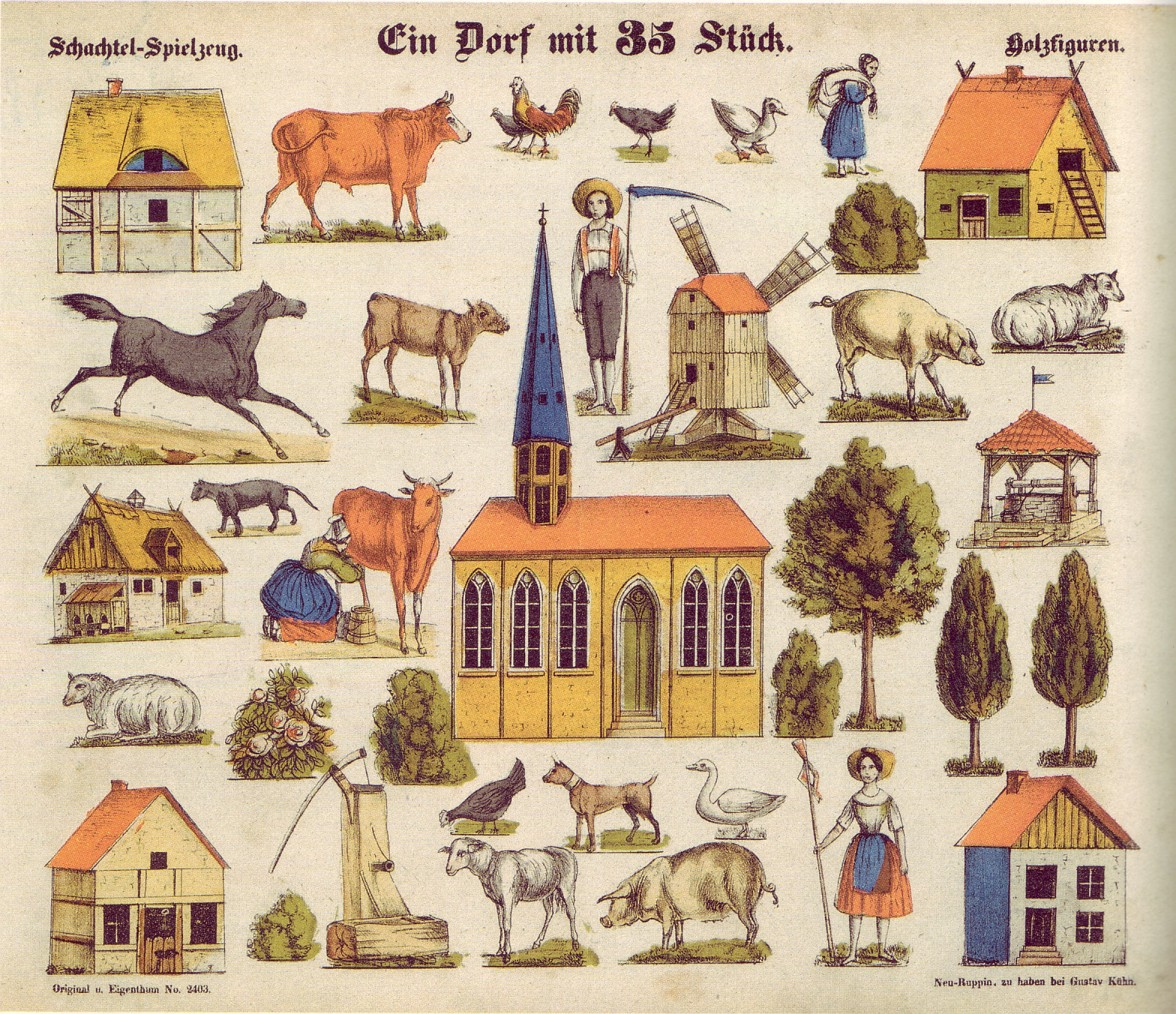
Handkolorierter Neuruppiner Bilderbogen, um 1850

Seit 1803 wurde die neue Technik in Frankreich Lithographie genannt. Zunächst wurde der Steindruck nur für nichtkünstlerische Zwecke wie Text- und Notendruck verwendet. Der Musikverleger Johann Anton André aus Offenbach am Main veranlasste die Verwendung der Lithografie für die Vervielfältigung von bildnerischen Darstellungen. In Verbindung mit Steindruckpressen war die Lithografie ein wirtschaftliches Massendruckverfahren, das Vervielfältigungen in für damalige Verhältnisse hohen Auflagen erlaubte.
Die Lithografie, im ab 1815 erschienenen und bei Joseph Thomann in Landshut und ab 1835 in Würzburg gedruckten Handbuch der Anatomie von Martin Münz erstmals für anatomische Illustrationen genutzt, wurde nicht nur schnell zur autonomen Kunstform, die es dem Maler und Zeichner erlaubte, den ursprünglichen Charakter der Zeichnung zu bewahren. Sie war auch für die Presse in den Zeiten vor der Fotografie ein schnelles Medium, aktuelles Zeitgeschehen bildhaft wiederzugeben. Einer der Ersten, die dieses Medium deshalb aufgriffen, war Honoré Daumier, der über seine in kritischen Zeitschriften veröffentlichten Karikaturen die politischen Zustände von etwa 1830 bis 1872 angriff. Seine rund 4000 Lithografien erschienen vor allem in der Zeitschrift Le Charivari und sind heute digital mit interaktiven Suchfunktionen im Daumier-Register zugänglich.
Eine besondere Form der Aufbereitung von Tagesaktualitäten jener Zeit waren die Bilderbogen aus Neuruppin, die über wichtige politische Ereignisse und „schreckliche Katastrophen“ berichteten oder über „Tugenden“ belehrten und vor den „Auswirkungen der Laster“ warnten. Erst in den 1930er-Jahren wurde der letzte Bilderbogen gedruckt.
Die steigende Nachfrage nach farbigen Bildern wurde zunächst mit dem nachträglichen Kolorieren von ursprünglich einfarbigen Steindrucken befriedigt. Dieser manuelle Vorgang erforderte künstlerisches Geschick und war gleichzeitig mit hohem Zeitaufwand verbunden.

### Mehrfarbiger Steindruck

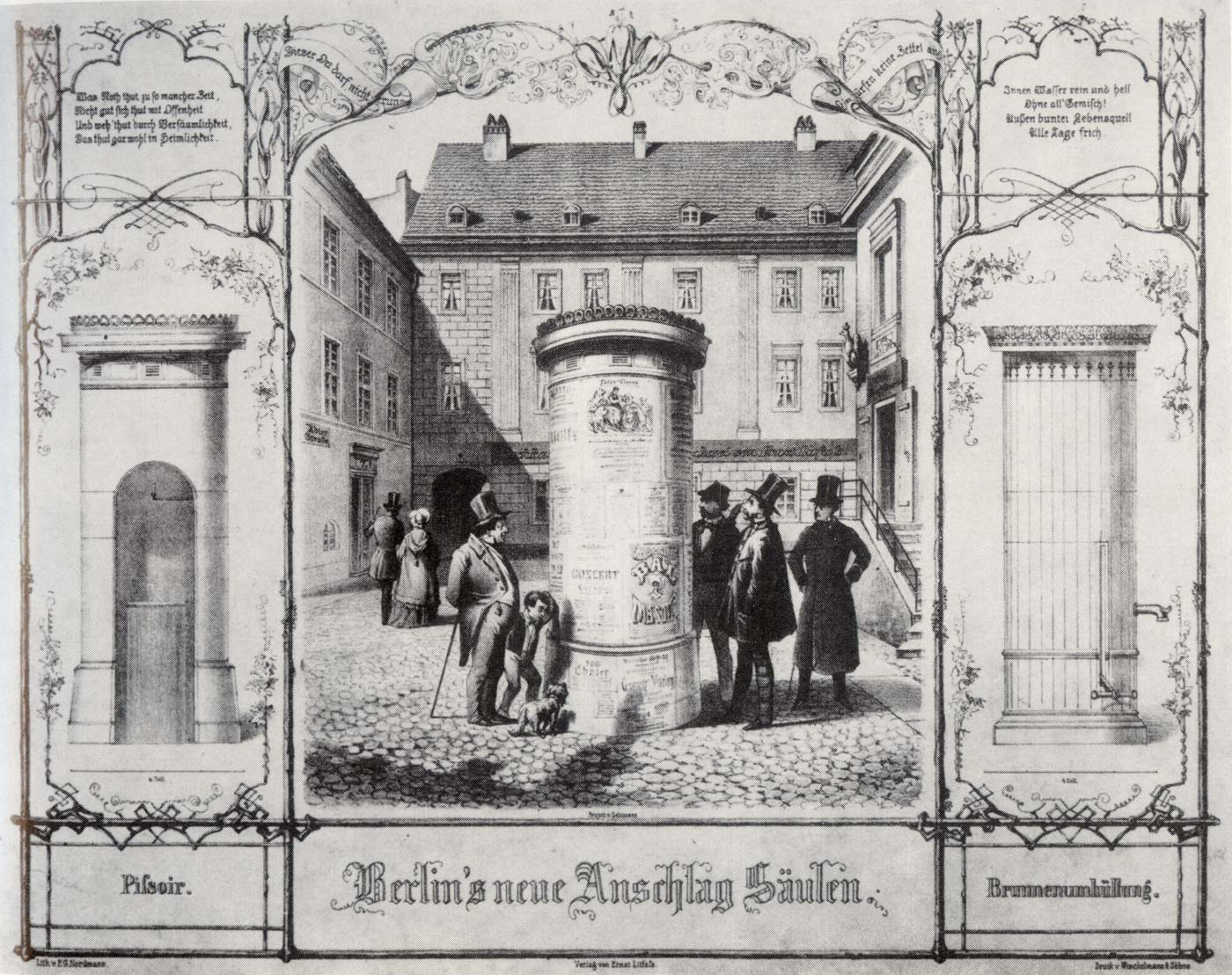
Zeitgenössische Lithographie zur ersten Berliner Litfaßsäule um 1855

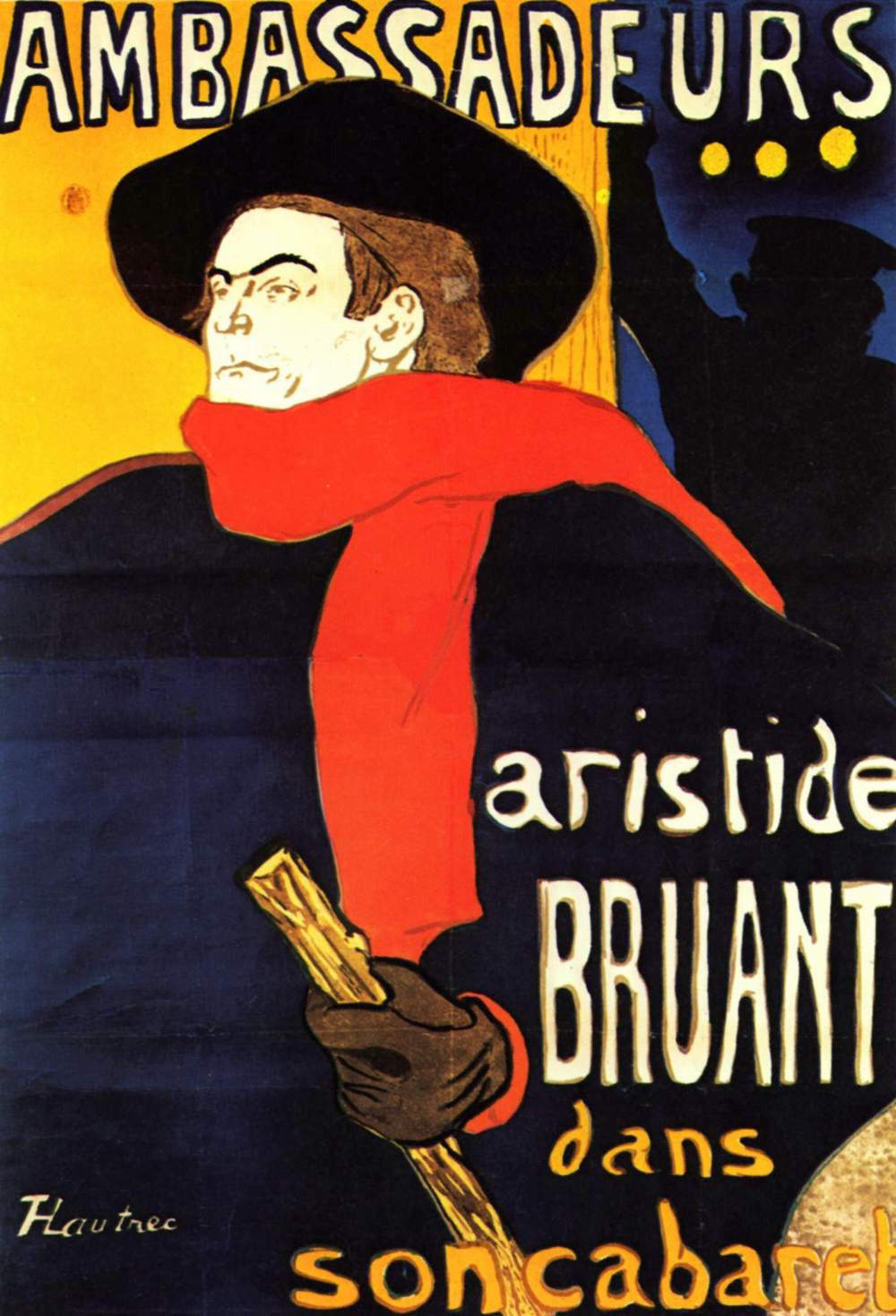
Toulouse-Lautrec: Aristide Bruant, 1892

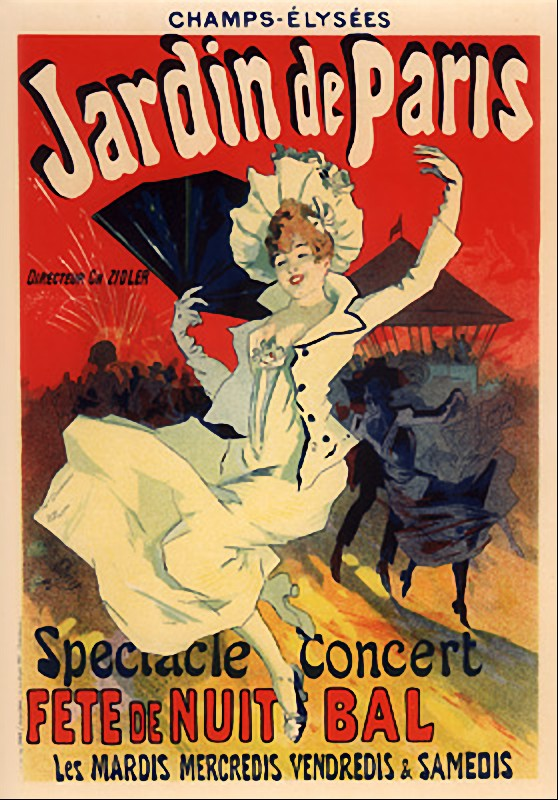
Jules Chéret: Jardin du Paris, 1897

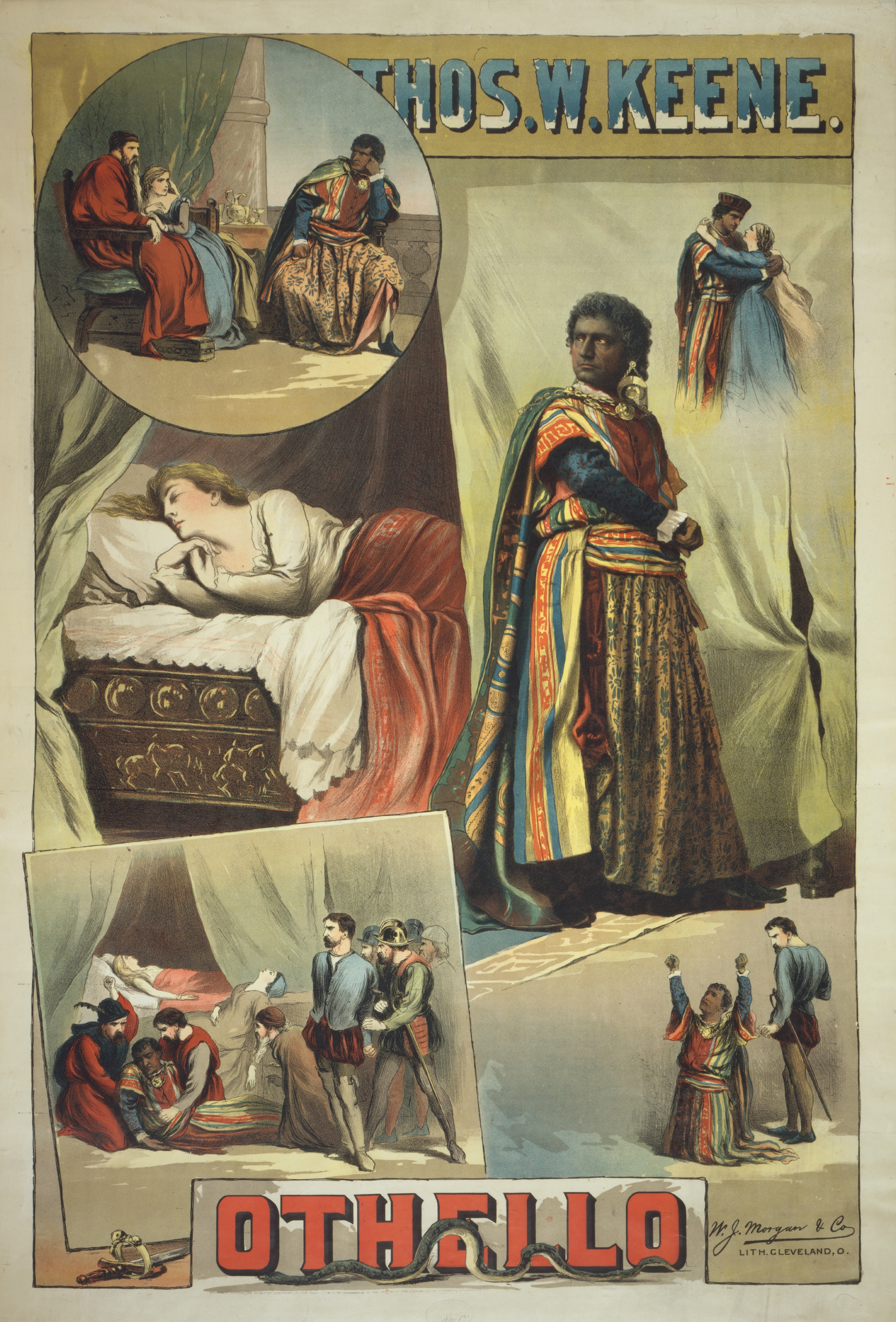
Amerikanisches Theaterplakat, 1884

1837 entwickelte der deutsch-französische Lithograf Godefroy Engelmann eine farbige Variante der Lithografie und nannte sie Chromolithografie. So hochwertig die Chromolithografien auch waren – nach dem Lichtdruck das hochwertigste Druckverfahren –, so aufwendig war ihre Ausführung. Das farbig zu druckende Bild wurde in bis zu 25 Farben zerlegt und anschließend in ebenso vielen Druckgängen übereinander gedruckt. Gedruckt wurde dabei von Hell nach Dunkel, zuerst also die hellste Farbe, danach die jeweils dunklere. Das fertige Bild erreichte eine Farbqualität, die fast mit der eines Ölbilds vergleichbar war. Die neu entstandenen Betriebe wurden Lithografische Kunstanstalten genannt.
Bekannte Verlagshäuser wie das Bibliographische Institut Leipzig und Wien beschäftigten gegen Ende des 19. Jahrhunderts große Abteilungen, die nur mit dieser hohen Kunstform der Lithografietechnik beschäftigt waren. In Österreich entwickelte Karl Antal Mühlberger den Steindruck weiter, so dass er auch großformatig und vor allem kostengünstig in der Werbung eingesetzt werden konnte. Zwischen 1855 und 1880 erhöhte sich die Zahl der im Steindruck erzeugten Produkte um das Zwanzigfache. Aschaffenburg, Berlin, Barmen, Hamburg und Nürnberg entwickelten sich zu Zentren des lithografischen Gewerbes. Im Jahr 1898 wurden allein in Berlin annähernd 180 Betriebe gezählt, davon fast 25 Lithografische Kunstanstalten mit 100 bis 500 Mitarbeitern. Die Druckerei Hagelbeck in Berlin beschäftigte 750 Betriebsangehörige und der Maschinenpark bestand aus 42 Steindruck-Schnellpressen.
Die Lithografie wurde sehr schnell die führende Reproduktionstechnik für Werbung und Reklame. Bedingt durch diese neue preisgünstige Technik begannen Werbeplakate und Litfaßsäulen das Stadtbild zu verändern. Eine führende Rolle bei der Entwicklung der frühen Plakate spielten französische Künstler, wie zum Beispiel Jules Chéret und Henri de Toulouse-Lautrec. Toulouse-Lautrec bevorzugte großformatige Blätter, verbunden mit einer leicht zu handhabenden Kolorierung von wenigen Farbsteinen in Gelb, Rot und Blau, die auch aus der Ferne Wirkung ausstrahlten.

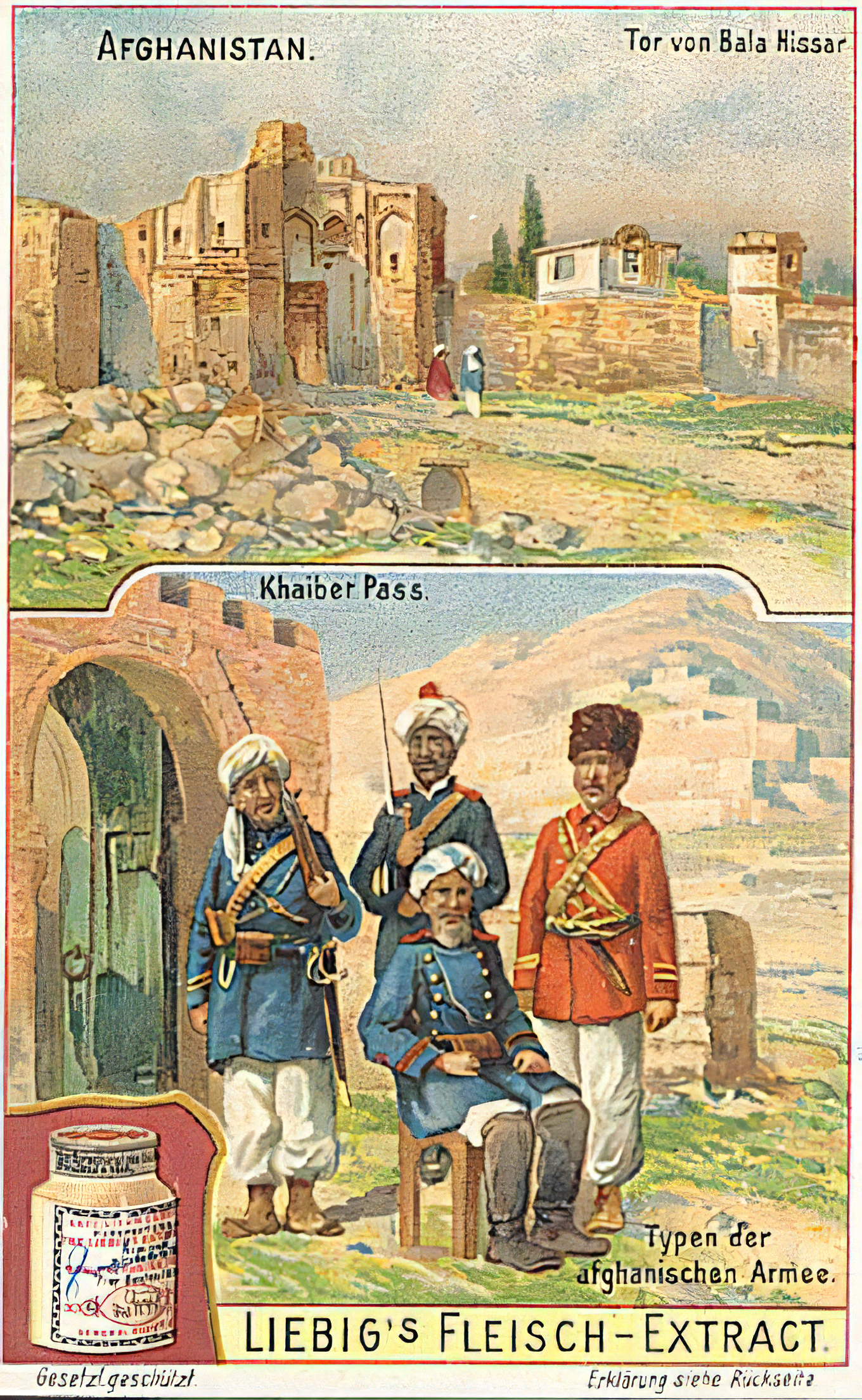
Deutsches Liebigbild um 1910

Der Siegeszug des Plakates erzeugte um 1900 schnell einen Bedarf an Gebrauchsgrafikern, die zunächst aus anderen Branchen mit darstellerischem Schwerpunkt kamen, wie auch Architekten und Maler. Daraus entwickelte sich um die Jahrhundertwende der Beruf des Plakatmalers oder Werbegrafikers und des späteren Grafikdesigners. Bis in die 1950er-Jahre wurden gezeichnete Filmplakate im Steindruck hergestellt.
Auch für Ansichtskarten, Werbeverschlußmarken, Etiketten oder die sogenannten Liebigbilder und Briefmarken wurde die Lithografie als Drucktechnik verwendet. Darüber hinaus wurde die Lithografie für Verpackungen der Nahrungs- und Genussmittelindustrie, Ausstattungen für die Zigarren- und Zigarettenindustrie, Wertpapiere, Scheckformulare, Sammelbilder, Fleißbildchen und Abziehbilder und vieles andere mehr eingesetzt. Auch Buntpapiere, als Flächedekore gestaltete Papiere, die als Vorsatz- oder Einbandpapiere für Bücher oder als Bezugspapier von Papeteriewaren verwendet wurden, wurden ab er 2. Hälfte des 20. Jahrhunderts lithografisch produziert.
Seit der Erfindung des Steindrucks im Jahr 1798 bis zu seiner Ablösung in den 1950er-Jahren vergingen gut 150 Jahre. Nach 1920 drängten andere Techniken den Steindruck bis auf wenige Bereiche zurück, wie zum Beispiel den Blechdruck, den Druck von Abziehbildern, kartografischen Karten und künstlerische Grafik. Vor allem Chromolithografien sind heute begehrte Sammelobjekte, die in Form ganzer Bücher oder in Einzelblättern auf dem Fachmarkt hohe Preise erzielen.
Die Lehrberufe Lithograf und Steindrucker wurden 1956 aus den Lehrlingsrollen der Industrie- und Handelskammern gestrichen. Seitdem gibt es keine gewerbliche Ausbildung mehr in diesen Berufen. Grundkenntnisse können Interessierte durch ein Studium an Fach- oder Kunsthochschulen erwerben.

### Künstler des 19. und 20. Jahrhunderts

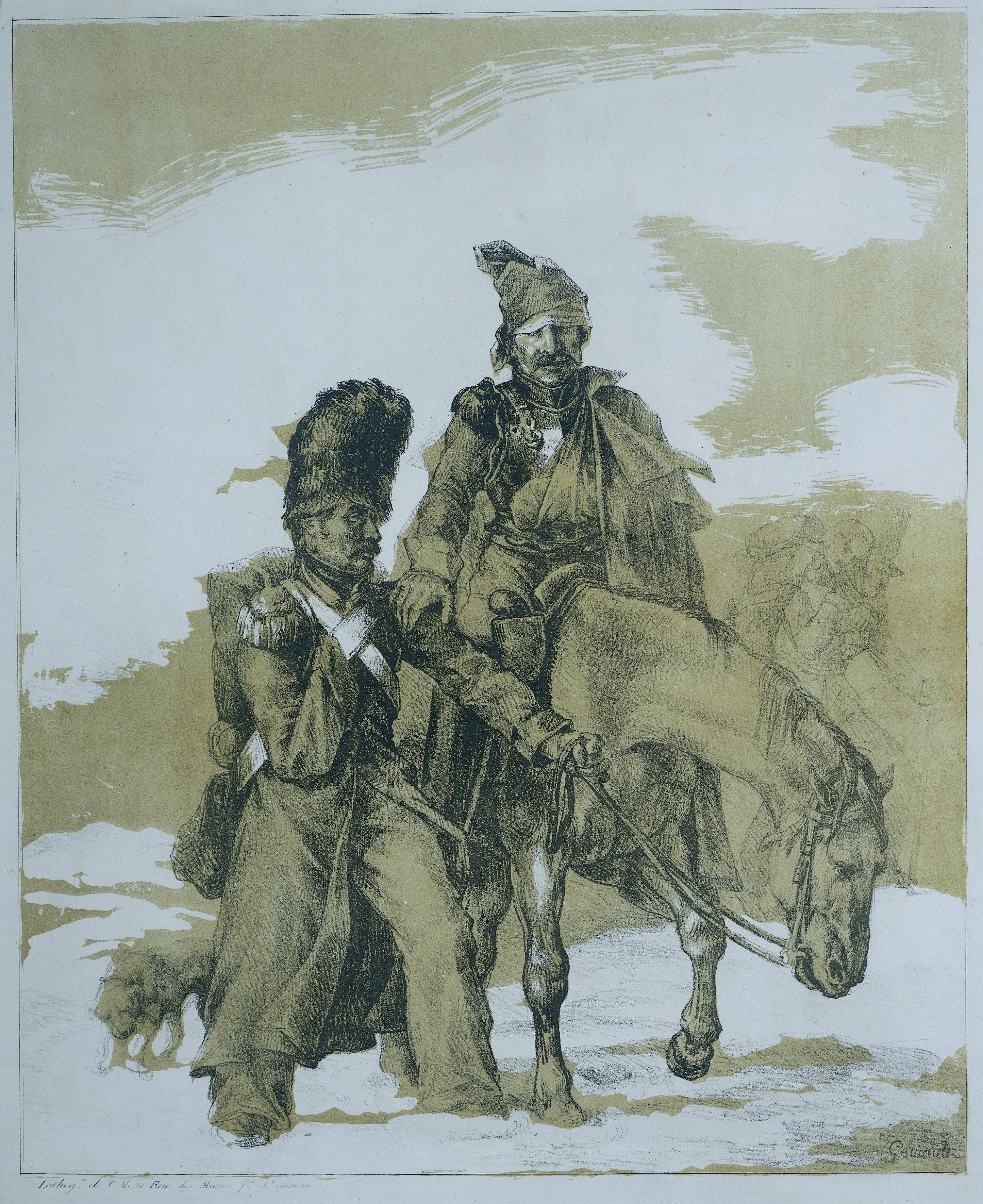
Gericault: Rückkehr aus Russland, 1818

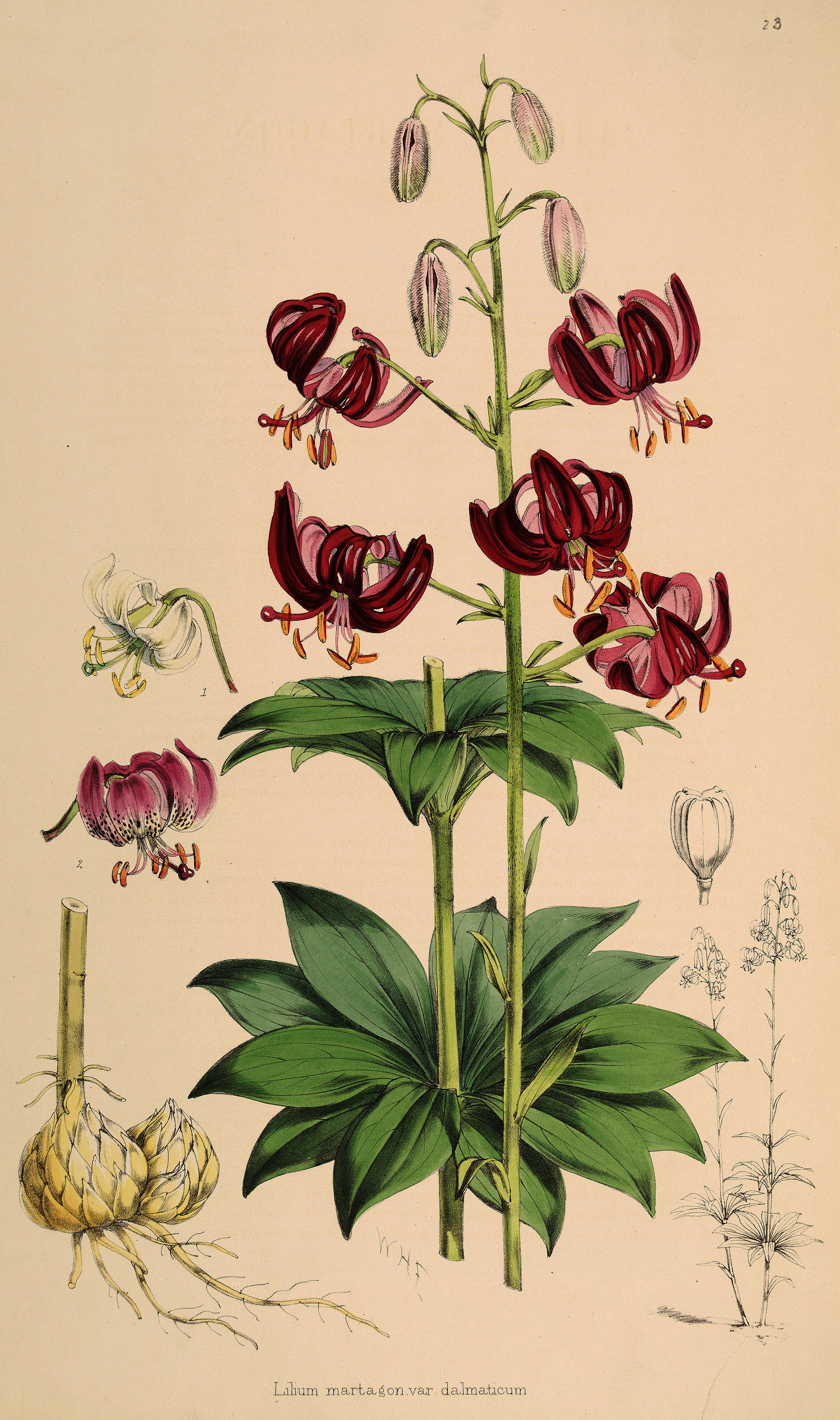
Lilium martagon var. dalmaticum. Walter Hood Fitch, Henry John Elwes – „A Monograph of the Genus Lilium“, Band 20, Taf. 23, 1874 (Enddruck 1877).

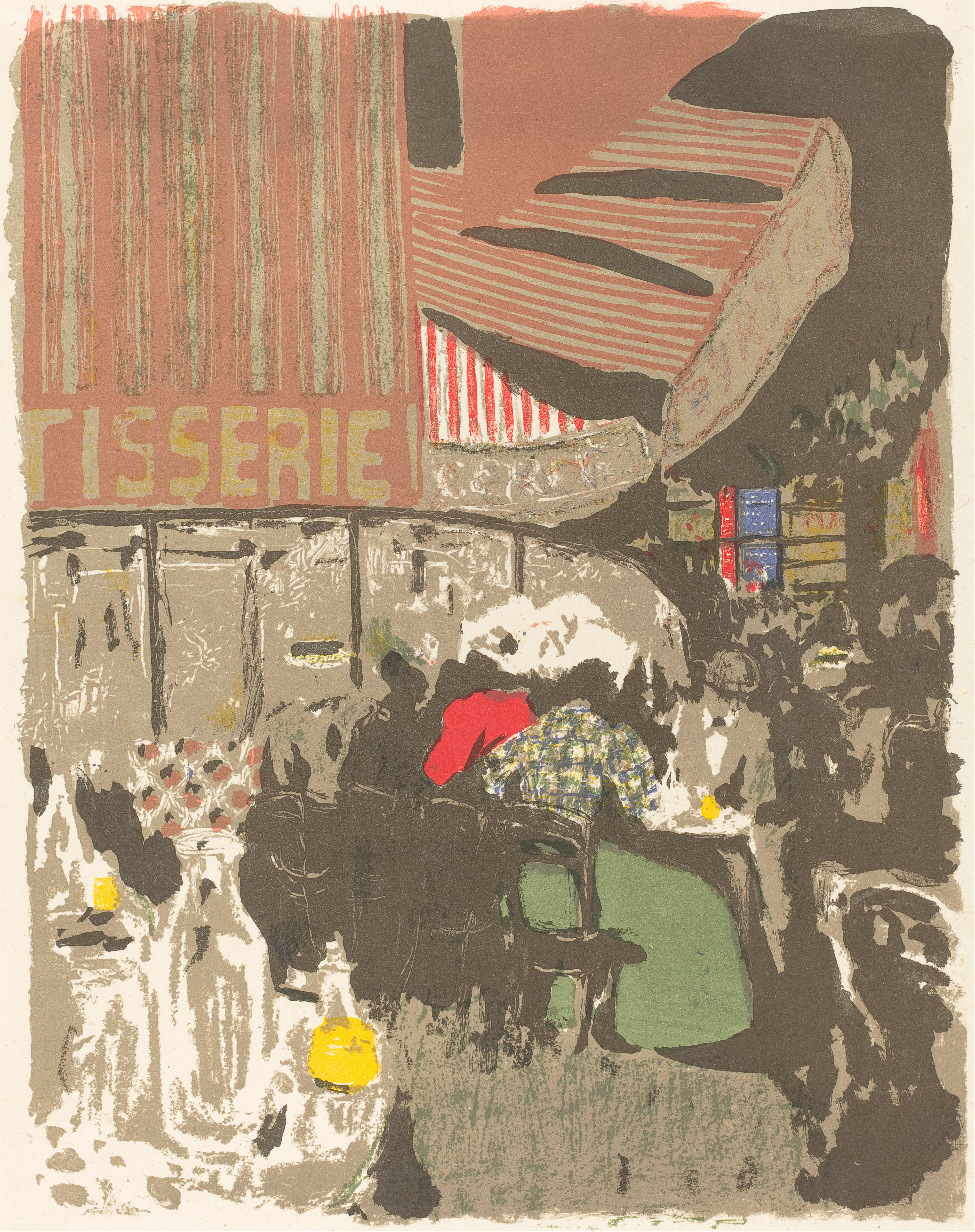
Éduard Vuillard: La Patisserie, fünffarbige Lithografie, 1899

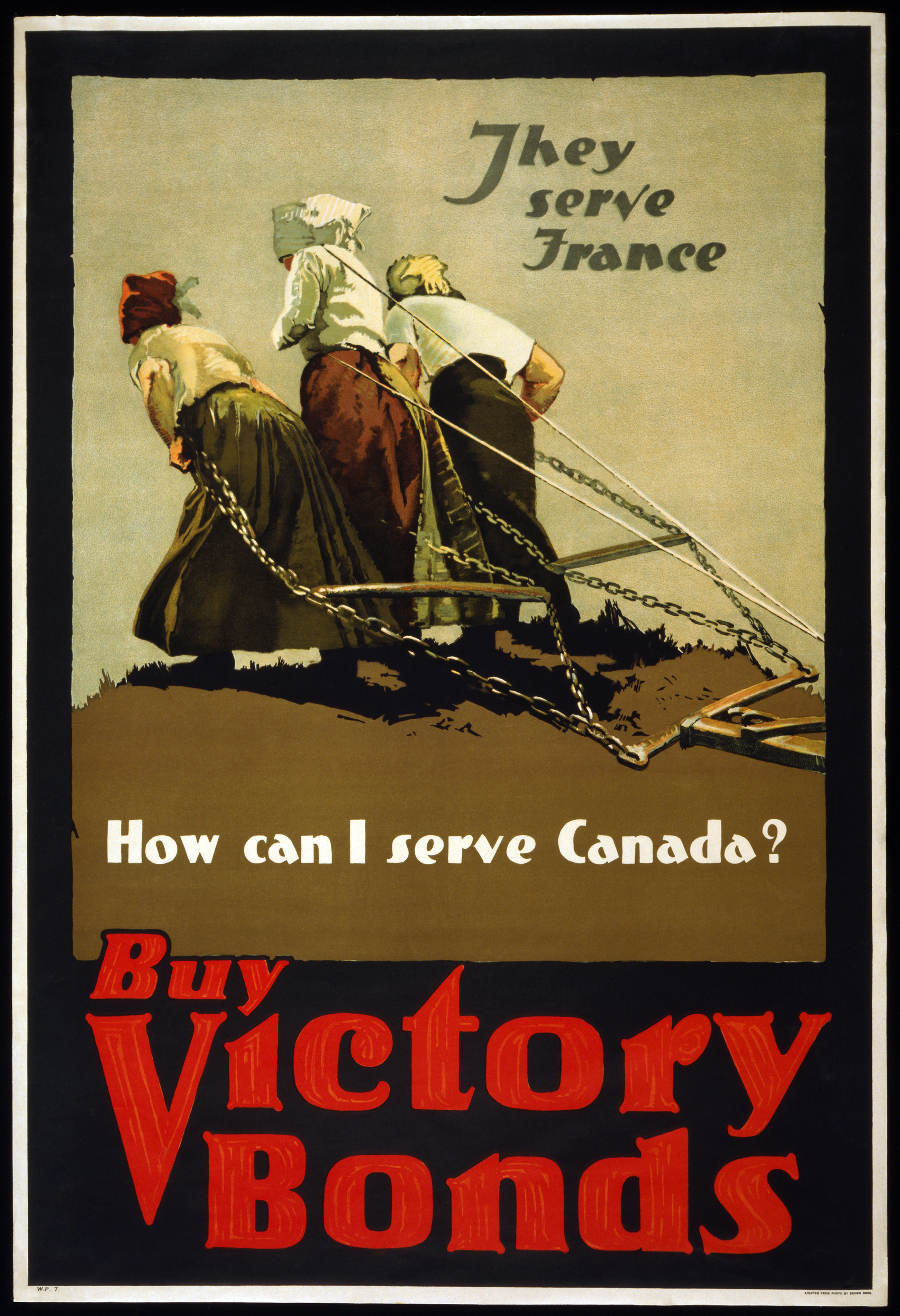
Spendenaufruf in Kanada im Ersten Weltkrieg, Lithografie, 1918

Von München aus verbreitete sich die neue Technik rasch in ganz Deutschland. Die Lithografie wurde von den Künstlern im frühen 19. Jahrhundert schnell angenommen, weil sie ihnen vielfältige neue gestalterische Möglichkeiten bot. Weder brauchte der Künstler spezielle chemische Kenntnisse, wie bei Radierung oder Aquatinta, noch musste er wie etwa beim Kupferstich mit Werkzeugen die Widerstände des Materials überwinden. Die ersten lithografierten Landschaften erschienen schon um 1800. Einer der ersten Künstler war Matthias Koch Anfang des 19. Jahrhunderts, der die damals beliebten romantischen Landschaftsdarstellungen mit feinen Feder- und Kreidestrichen auf dem Stein zeichnete. Johann Nepomuk Strixner lithografierte und druckte 1809 Albrecht Dürers Randzeichnungen zum Gebetbuch Maximilians I.
Der über 70-jährige Francisco de Goya hat als erster Künstler – in seinem Stierkampf-Zyklus Los Toros de Burdeos – in der Kreidetechnik lithografiert. In Frankreich entwickelte sich innerhalb kurzer Zeit eine neue Kunstform in der Kreidelithografie durch Ingres, Géricault, Delacroix, Daumier, Steinlen und andere Künstler. Theodore Géricault beschäftigte sich schon seit 1817 mit dem Steindruck und prägte durch seine Kreidelithografien, die Pferde- und Straßenbilder zeigten, einen persönlichen Stil.
Eugène Delacroix befasste sich mit Illustrationen zu Goethes Faust und Shakespeares Hamlet. Auch er bevorzugte Kreidelithografien, die er anschließend mit Schaber und Stahlbürste bearbeitete.
Honoré Daumier nutzte in den 1830er-Jahren die Kreidelithografie als künstlerisches Medium, um sich kritisch mit der Politik und den Alltagssorgen seiner Mitmenschen auseinanderzusetzen. Im Laufe seines Lebens schuf er rund 4000 Zeichnungen und war damit der produktivste Künstler seiner Zeit. Daumiers Werke wurden als leidenschaftliche Anklagen gegen politische und soziale Missstände in der französischen Gesellschaft angesehen und lösten häufig eine Pressezensur aus.
In der Illustration botanischer Gartenmagazine übernahm ab 1834 Walter Hood Fitch von William Jackson Hooker als dessen Nachfolger eingesetzt, den Posten als Chefillustrator des Curtis’s Botanical Magazines sowie aller Veröffentlichungen des Royal Botanic Gardens (Kew). Fitch blieb bis 1877 43 Jahre Chef-Lithograph und fertigte in dieser Zeit mehrere tausende Abbildungen, die ihn zum bedeutendsten und bei weitem produktivsten Pflanzenillustrator nicht nur der Viktorianischen Ära, sondern allgemein werden ließen. Fitch wurde über die lange Periode nicht nur vom späteren Direktor des Royal Botanic Garden, Kew, Joseph Hooker für die Illustrationen beschäftigt, er wurde darin fast ausgebeutet, da er über 9.900 Illustrationen anfertigte, jedoch dafür nur wenig Geld bekam, was 1877 zum Bruch führte. Fitch stattete auch die aufwendige Lilien-Monographie von Henry John Elwes mit Abbildungen aus, unter anderen die Tafel mit Lilium dalmaticum.
Nach 1841 wurde Fitch der einzige Künstler für die offiziellen und inoffiziellen Publikationen Kews. Hooker bezahlte Fitch dafür persönlich. Er konnte dabei simultan für verschiedene Publikationen zeichnen und fertigte seine Illustration oft direkt auf den Lithographischen Kalksteinplatten, um Zeit zu sparen.

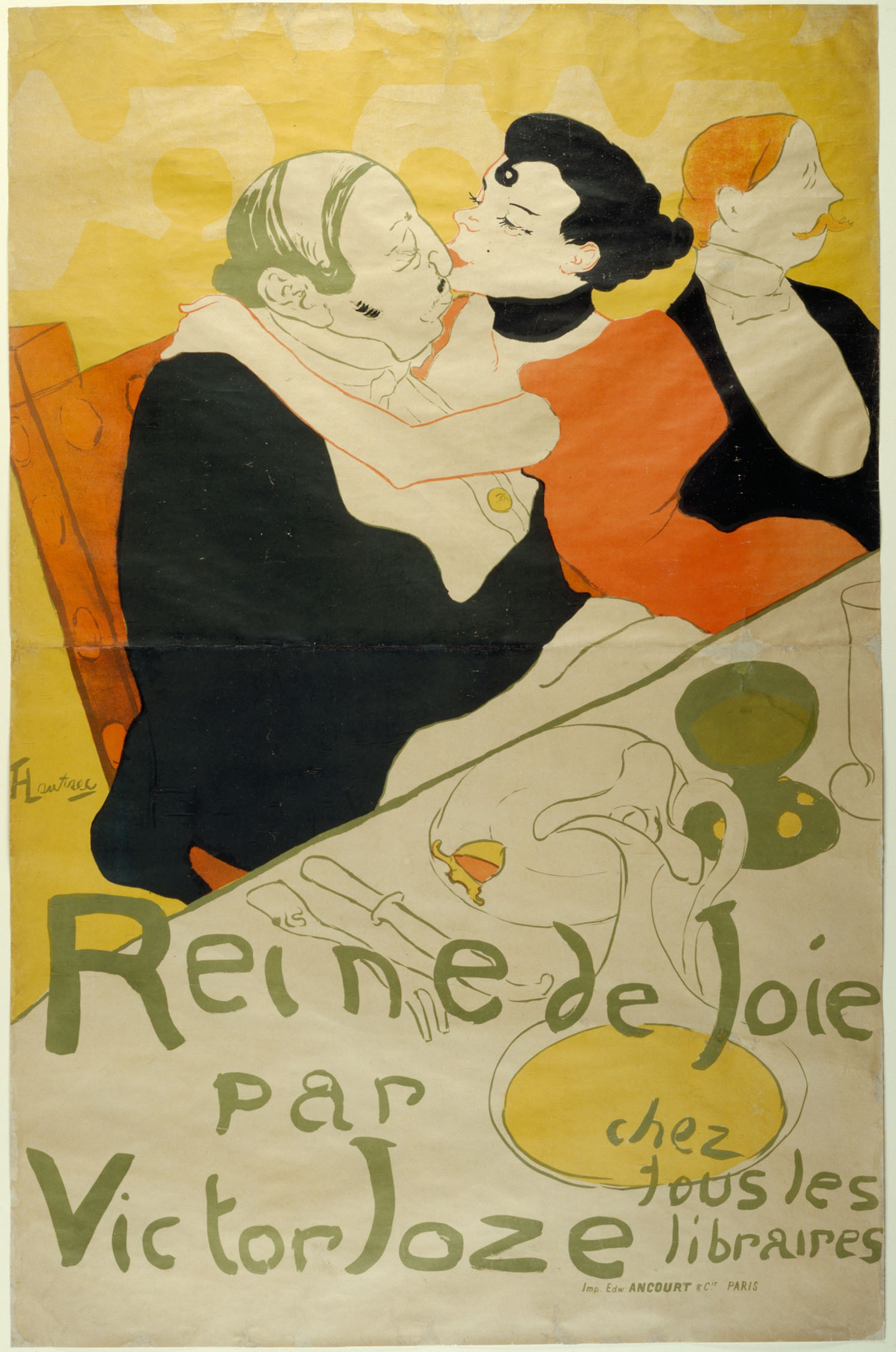
Henri de Toulouse-Lautrec: Reine de Joie, vierfarbige Lithografie, 1892

Henri de Toulouse-Lautrecs Arbeiten erschienen um 1880 in einer Zeit, als die Chromolithografie den Markt erobert hatte. Er arbeitete mit der gleichen Besessenheit wie Daumier, doch die Farbe wurde für ihn ein wichtiges Ausdrucksmittel. Aus Deutschland ist Adolph von Menzel zu nennen. Seine Werke aus den 1880er-Jahren zählen zu den Meisterwerken des Steindrucks.
Weitere namhafte Künstler des Impressionismus, die ebenfalls zur Entwicklung der Farblithografie beitrugen, waren am Ende des 19. Jahrhunderts Camille Pissarro, Paul Cézanne, Alfred Sisley und Edgar Degas. Edvard Munch, der sich um 1890 mehrmals in Paris aufhielt, ließ sich von der Lithografie inspirieren. In England beschäftigten sich Richard Bonington, Charles Shannon und James Whistler mit dem Steindruck.
In Deutschland schätzte besonders Emil Nolde die Möglichkeiten der Lithografie und schuf viele technisch interessante lithografische Werke. Käthe Kollwitz gehörte zu den wenigen Frauen, die sich um 1890 der Lithografie als bildnerisches Ausdrucksmittel bedienten. Ihre sehr dunkel gehaltenen Blätter verschaffen einen Einblick in das Leben deutscher Arbeiterfamilien. Die Mitglieder der Künstlergemeinschaft Die Brücke zu Beginn des 20. Jahrhunderts und deutsche Expressionisten wie Ernst Ludwig Kirchner, Oskar Kokoschka und Lovis Corinth schufen lithografische Werke, die durch ihre Spontanität beeindruckten. In der früheren DDR und später in Deutschland war Max Uhlig für seine Lithografien bekannt, die er anfangs für Künstlerkollegen anfertigte (Carlfriedrich Claus, Otto Niemeyer-Holstein, Heinrich Ehmsen, Hans Theo Richter oder Wilhelm Höpfner), bevor er sein eigenes umfangreiches lithografisches Œuvre schuf.
Pablo Picassos lithografisches Repertoire reichte von der Kreidezeichnung über die Tusche- und Federzeichnung hin bis zu Pinsellavierungen in verschiedenen Grauabstufungen. Er war fasziniert von der technischen Möglichkeit, das Gezeichnete zu drucken und zu variieren. Auch Joan Miró erwies sich als souveräner Meister in den lithografischen Techniken.

Drucksteine für den Adventskalender „Die Himmelsleiter“ von Gertrud Caspari
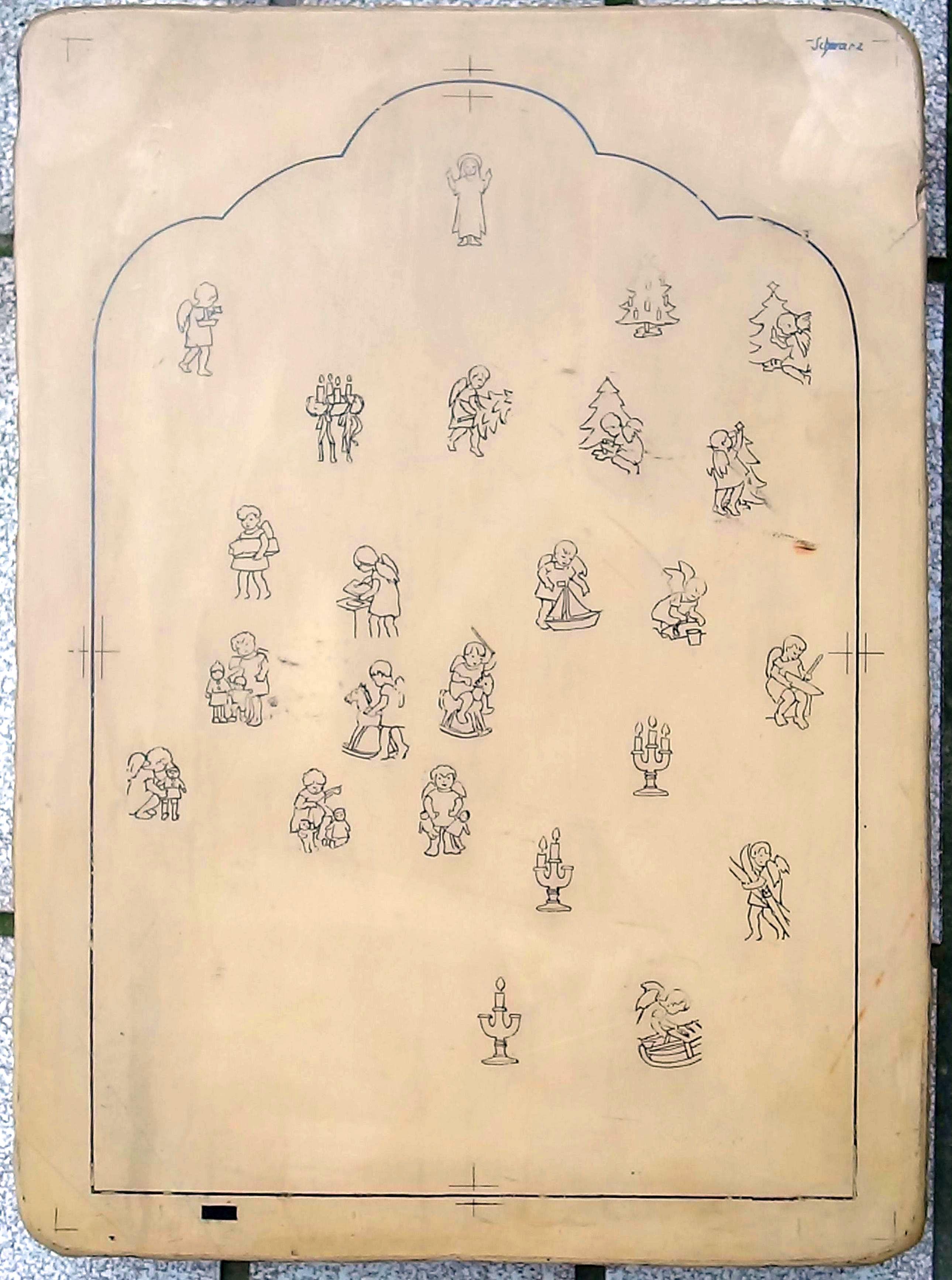
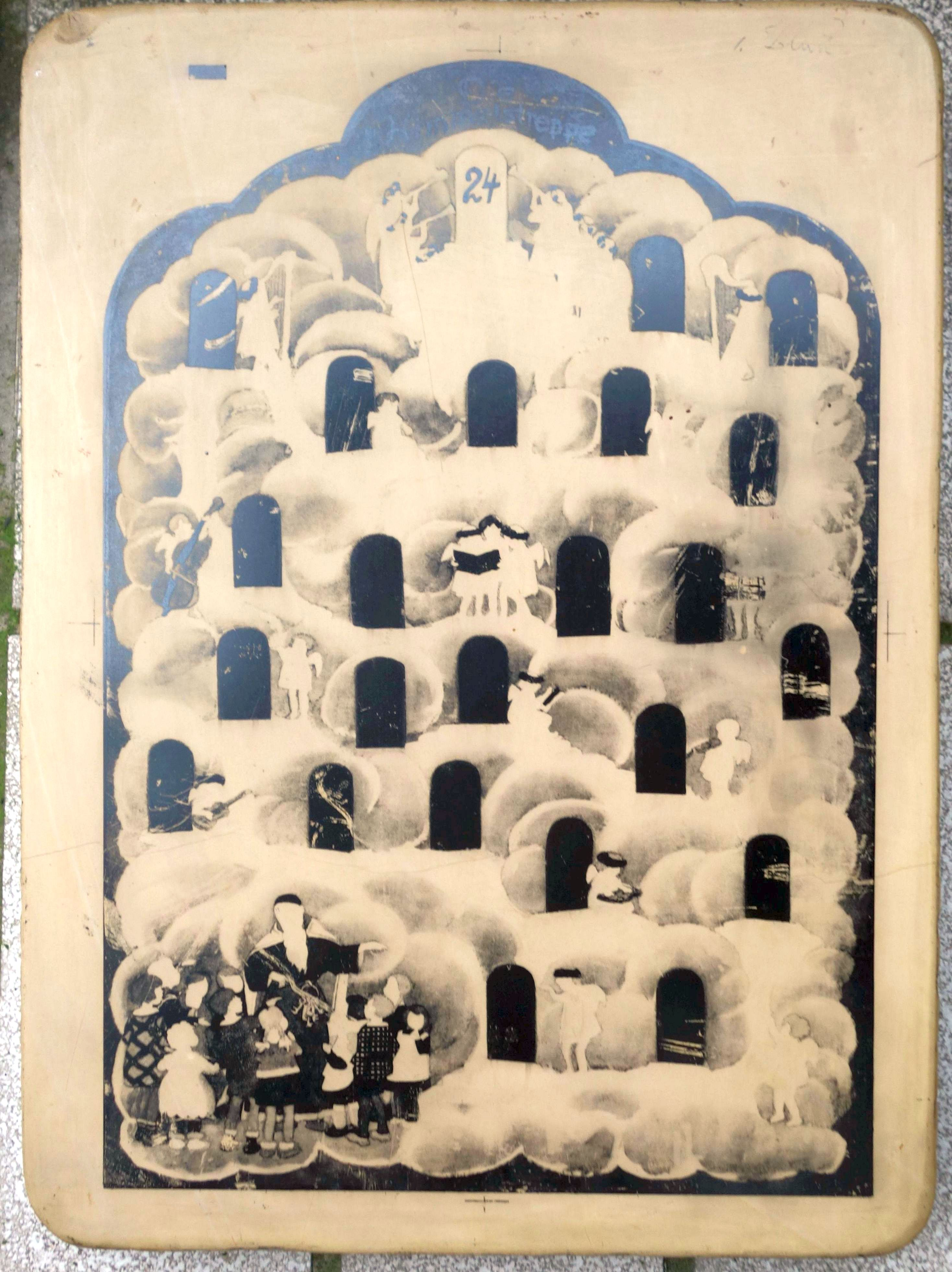
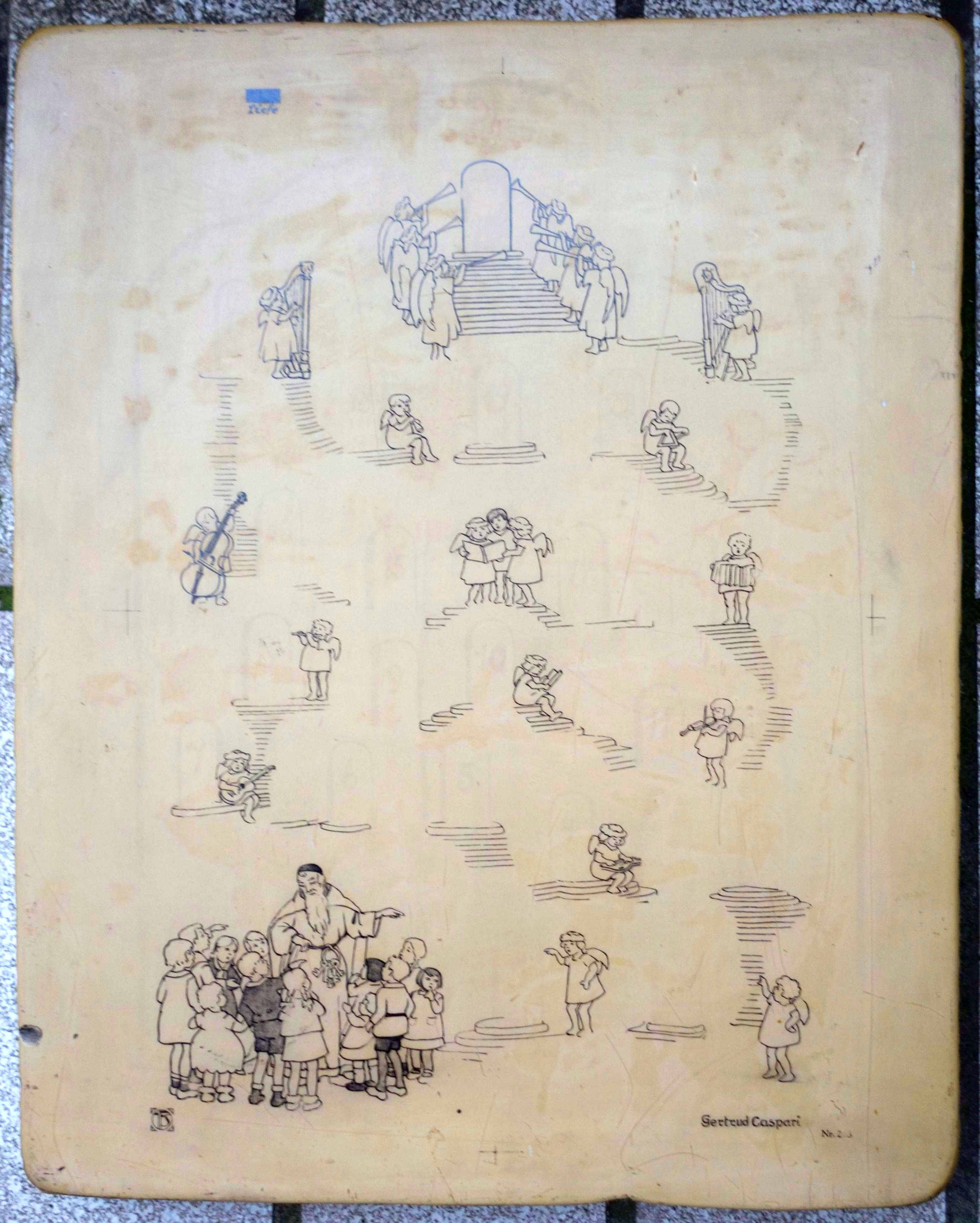

## Literatur

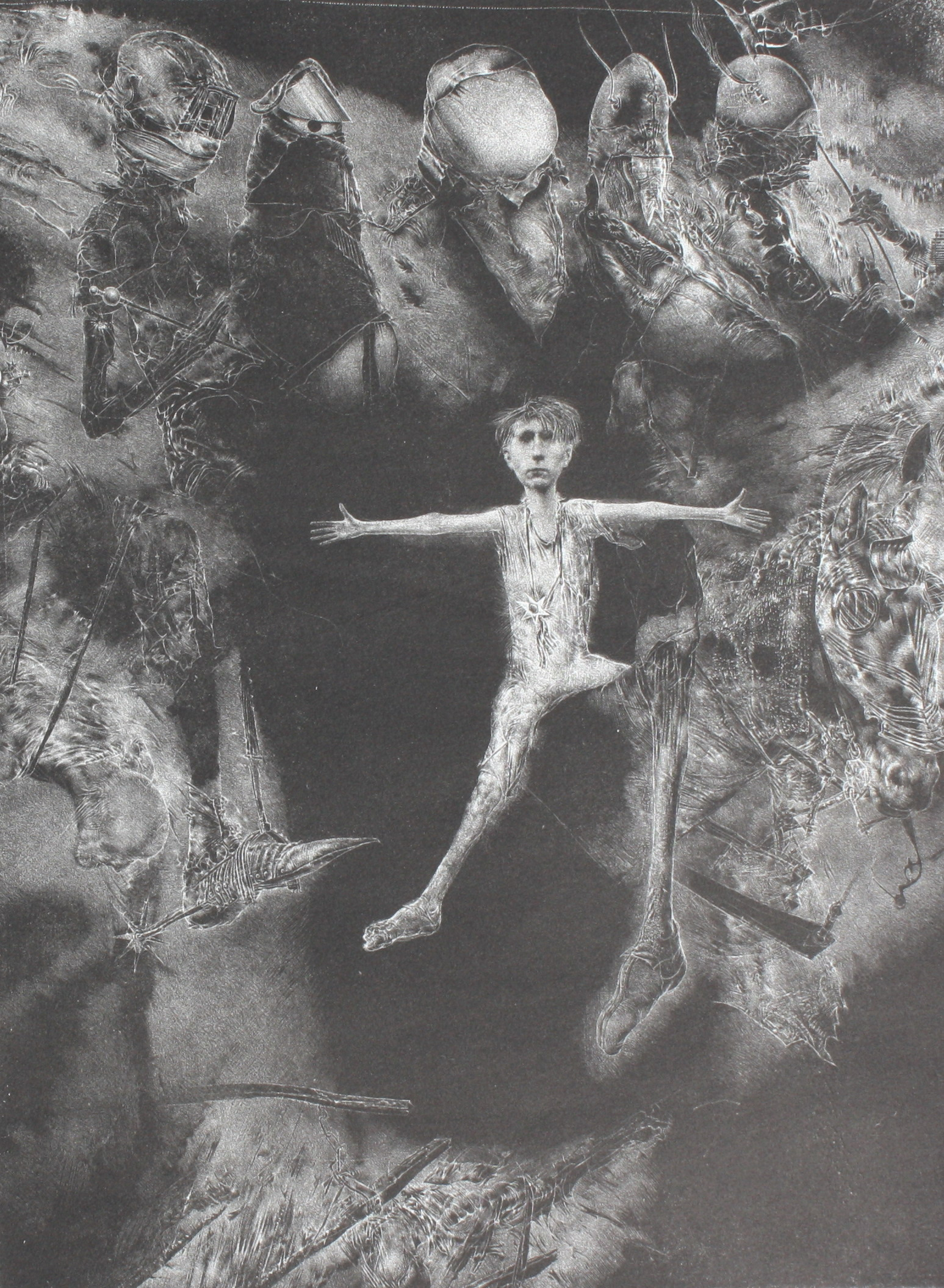
Rolf Münzner: Der Knabe und die Macht (1991). Schablithographie zu Simplicius Simplicissimus

## Bekannte Lithografen (Auswahl)
- Emil Adam
- Otmar Alt
- Horst Antes
- Bele Bachem
- Ernst Barlach
- Louis-Léopold Boilly
- Georges Braque
- Julius Bretz
- Bruno Bruni
- Ramon Casas
- Marc Chagall
- Jules Chéret
- Ralph Chubb
- Jean Cocteau
- Le Corbusier
- Fritz Cremer
- Salvador Dalí
- Honoré Daumier
- Otto Dix
- Jean Dubuffet
- Hans Erni
- Max Ernst
- Nicolas Henri Jacob
- Maurits Cornelis Escher
- Paul Flora
- Adolph Friedländer
- Otto Greiner
- Gröger & Aldenrath
- Franz Hanfstaengl
- Wilhelm Heise
- Bernhard Heisig
- Hermann Kätelhön
- Paul Klee
- Tyra Kleen
- Käthe Kollwitz
- Josef Kriehuber
- Christian Kruck
- Rosa Loy
- Marino Marini
- Jonathan Meese
- Joan Miró
- Henry Moore
- Erich Mönch
- Otto Möhwald
- Alfons Maria Mucha
- Edvard Munch
- Rolf Münzner
- Emil Nolde
- Otto Pankok
- Uwe Pfeifer
- Pablo Picasso
- Li Portenlänger
- Samuel Prout
- Domenico Quaglio
- Neo Rauch
- Daniel Richter
- Johann Gottfried Schadow
- Karl Schmidt-Rottluff
- Alois Senefelder
- Théophile-Alexandre Steinlen
- Gottlob Theuerkauf
- Henri de Toulouse-Lautrec
- Max Uhlig
- Andreas Paul Weber
- James McNeill Whistler
- Fritz Wotruba
- Paul Wunderlich
- Mihály Zichy
- Heinrich Zille